# باشگاه فوتبال رئال مادرید
باشگاه فوتبال رئال مادرید (به اسپانیایی: Real Madrid Club de Fútbol) (تلفظ اسپانیایی: [reˈal maˈðɾið ˈkluβ ðe ˈfuðβol] ()) یک باشگاه حرفه‌ای فوتبال است که در شهر مادرید، پایتخت اسپانیا قرار دارد.
رئال مادرید موفق‌ترین تیم فوتبال باشگاهی تاریخ لا لیگا، موفق‌ترین تیم فوتبال تاریخ لیگ قهرمانان اروپا و موفق‌ترین تیم فوتبال سدهٔ ۲۰ میلادی به انتخاب فیفا است. آن‌ها دارای رکورد ۳۶ بار قهرمانی در لا لیگا، ۲۰ قهرمانی در کوپا دل ری (جام حذفی)، ۱۳ سوپرجام اسپانیا، ۱۵ قهرمانی در لیگ قهرمانان اروپا، ۲ جام یوفا، ۶ سوپرجام اروپا و ۵ قهرمانی در جام باشگاه‌های جهان هستند. رئال مادرید رکورددار قهرمانی در لیگ قهرمانان اروپا با ۱۵ قهرمانی و جام باشگاه‌های جهان با ۵ قهرمانی است. همچنین رئال مادرید از سوی فیفا به عنوان بهترین باشگاه قرن بیستم میلادی شناخته شده است.
رئالی‌ها در طول تاریخ خود حتی یک بار هم از لیگ اول فوتبال اسپانیا (لا لیگا) خارج نشدند و همیشه در این لیگ حضور داشتند. آن‌ها از دهه ۵۰ بود که خود را به عنوان یکی از قدرت‌های فوتبال اسپانیا و اروپا به همگان معرفی کردند. در دههٔ ۸۰ یکی از بهترین دوران‌های خود را داشتند و یکی از بهترین تیم‌ها معروف به «تیم کرکس‌ها» بودند که موفق به کسب دو جام یوفا، ۵ قهرمانی متوالی اسپانیا، ۱ قهرمانی جام حذفی اسپانیا و ۳ قهرمانی سوپرکاپ اسپانیا شدند.
رئال مادرید سال‌هاست که در لا لیگا، از تیم‌های قدرتمند محسوب می‌شود و رقیب اصلی این تیم باشگاه فوتبال بارسلونا است. از نظر درآمدی، رئال مادرید با ۵۵۷ میلیون یورو درآمد در فصل ۱۵–۲۰۱۴ در صدر پردرآمدترین باشگاه‌های فوتبال جهان بوده است که این عنوان تا سال ۲۰۱۶ پابرجا بود.
لباس تیم از ابتدا به رنگ سفید بوده است. هر چند که رنگ آبی که در ابتدا کاملاً در لباس تیم مشخص بود اما بارها به‌خاطر زیبایی بیشتر یا تغییر حامی مالی، دچار دگرگونی شد. ورزشگاه خانگی آن‌ها، سانتیاگو برنابئو است که گنجایش ۸۰٫۳۵۴ نفر به‌صورت نشسته را داراست. این ورزشگاه در مرکز شهر مادرید قرار دارد و از سال ۱۹۴۷، ورزشگاه اختصاصی این تیم است. این ورزشگاه تاکنون ۴ بار در سال‌های ۱۹۵۷، ۱۹۶۹، ۱۹۸۰ و ۲۰۱۰، میزبان فینال مسابقات لیگ قهرمانان اروپا بوده است.

## تاریخچه

### سال‌های ابتدایی؛ جنگ‌های داخلی اسپانیا (۱۹۰۲–۱۹۴۵)

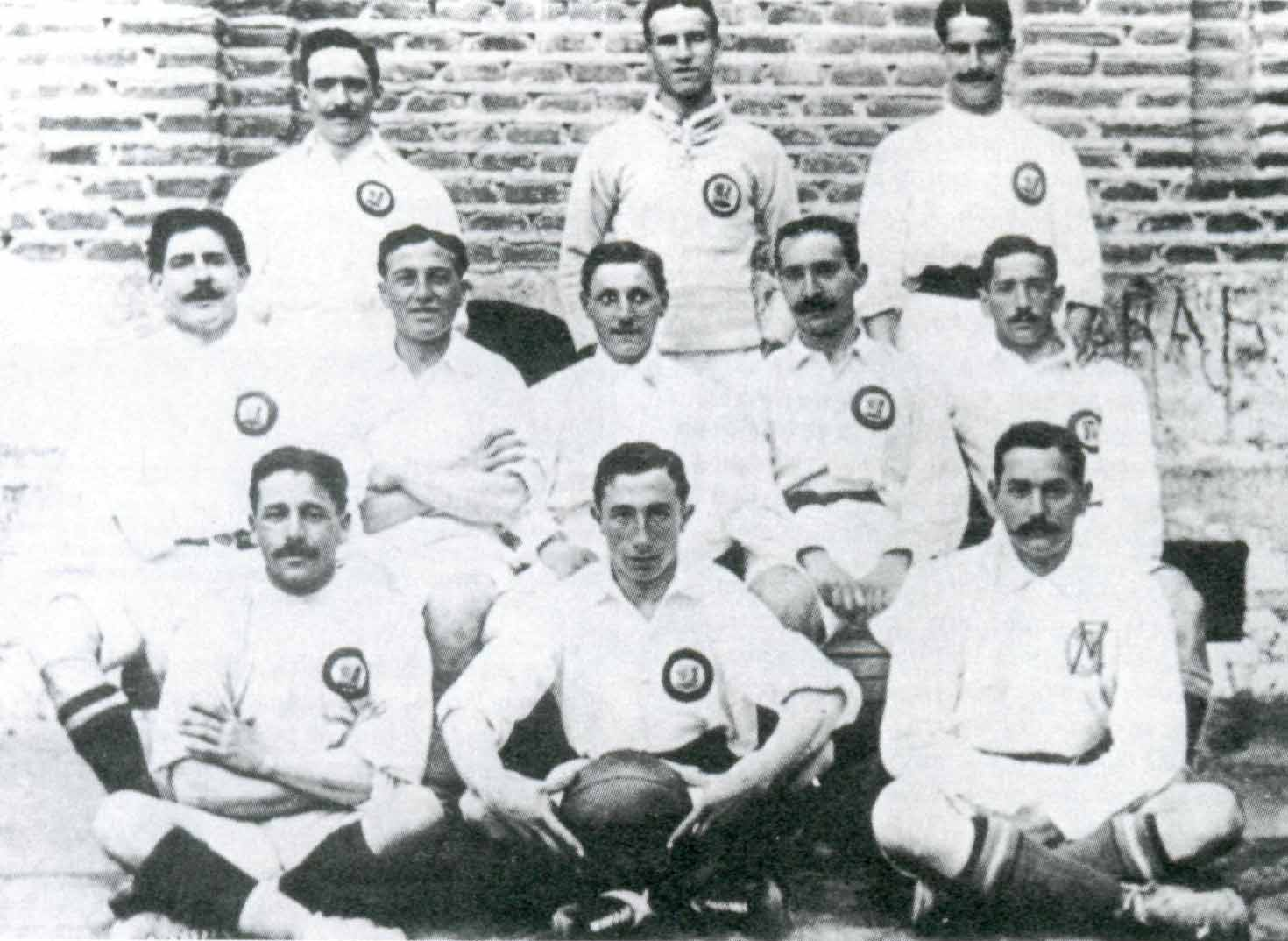
اعضای تیم در سال ۱۹۰۵

تاریخ شکل‌گیری باشگاه رئال مادرید به سال ۱۸۹۷ میلادی بر می‌گردد. همان سال شماری از دانشجویان دانشگاه کمبریج و آکسفورد در مادرید باشگاهی را با نام «باشگاه فوتبال آسمان» به وجود آوردند و صبح‌های دوشنبه به فوتبال می‌پرداختند. ۳ سال بعد و در سال ۱۹۰۰، این باشگاه به دو باشگاه مجزا تبدیل شد. سپس دو سال بعد و در ۶ مارس سال ۱۹۰۲، مجدداً باشگاه نام خود را به «باشگاه فوتبال رئال مادرید» تغییر داد. ۱۹۰۲ ۳ سال بعد، این تیم موفق شد اولین جام خود را با شکست تیم اتلتیک بیلبائو در جام اسپانیا به دست بیاورد. در ۴ ژانویه ۱۹۰۹ بود که «آدولفو ملندز»، مدیر وقت رئال در آن زمان، اساسنامه جام اسپانیا را امضاء و تأیید کرد تا باشگاه به یکی از اعضای فدراسیون سلطنتی فوتبال اسپانیا تبدیل شود. در سال ۱۹۲۰ باشگاه نام خود را بازهم تغییر داد و این‌بار به «رئال مادرید» که اینکار پس از اهدای عنوان رئال (رویال به معنی سلطنت) توسط شاه آلفونسو سیزدهم اتفاق افتاد. در سال ۱۹۲۹، اولین لیگ فوتبال اسپانیا راه‌اندازی شد. رئالی‌ها تا هفته پایانی در صدر جدول حضور داشتند تا اینکه باخت هفته پایانیشان به اتلتیک بیلبائو، باعث قهرمانی بارسلونا در لالیگا و نایب‌قهرمانی آن‌ها شد. رئالی‌ها اولین لیگ خود را در فصل ۳۲–۱۹۳۱ کسب کردند و با دفاع از عنوان قهرمانی خود در سال بعد، به اولین تیمی تبدیل شدند که این جام را دو سال پیاپی کسب می‌کند. در ۱۹۴۳، بارسلونا در نیمه نهایی مسابقات کوپا دل جنرالیسمه به مصاف رئال مادرید رفت. دیدار رفت دو تیم در لس کورتس با نتیجه ۳–۰ به نفع بارسلونا پایان یافت. اما در بازی برگشت بارسلونا با نتیجه ۱۱–۱ از رئال شکست خورد.

### عصر مدیریت سانتیاگو برنابئو و درخشش در اروپا (۱۹۴۵–۱۹۷۸)
در سال ۱۹۴۵، سانتیاگو برنابئو یسته، به عنوان مدیر باشگاه انتخاب شد. در همین زمان، برنابئو دستور بازسازی زمین تمرین اختصاصی تیم و ساخت ورزشگاهی بزرگتر را برای تیم صادر کرد. در سال ۱۹۵۳، وی تصمیم گرفت تا سیاست جدیدی به کار ببرد و بازیکنان بزرگ را به تیم بیاورد که اولین اقدامش، خرید آلفردو دی استفانو بود که پیشتر قرارداد رسمی با بارسلونا امضاء کرده و عضو باشگاه بارسلونا به حساب می‌آمد. بعدها فاش شد که ژنرال فرانکو در این خرید نقش اساسی داشت و با فرستادن مأموران ویژه خواهان لغو قرارداد آلفردو با بارسلونا شد. در سال ۱۹۵۵، به پیشنهاد یک روزنامه‌نگار، برنابئو، «بدریگنان» و «سوبس» تصمیم گرفتند تا جامی را طراحی کنند و در آن از تیم‌های مختلفی از سرتاسر اروپا برای شرکت در آن دعوت کنند. جامی که امروزه به عنوان لیگ قهرمانان اروپا شناخته می‌شود.
در دوران برنابئو بود که رئال مادرید خود را به عنوان قدرتی در اسپانیا و اروپا معرفی کرد. آن‌ها در طی سال‌های ۱۹۵۶ تا ۱۹۶۰، ۵ بار متوالی قهرمان جام اروپا شدند که یکی از آنها، پیروزی ۷–۳ مقابل اینتراخت فرانکفورت در سال ۱۹۶۰ در فینال رقابت‌ها بود. سال‌ها بعد پس از مرگ فرانکو مدیر وقت اینتراخت در محفلی خصوصی اعلام کرد که آن ژنرال خونخوار با قدرت و ثروت خود بازیکنان اینتراخت را محصور خود ساخت و نتیجهٔ آن فینال را رقم زد و به عبارتی نتیجه را از پیش تعیین شده می‌دانست. پس از این افتخارات پیاپی، باشگاه موفق به کسب عنوان نشان افتخار یوفا شد. آن‌ها ششمین جام خود را نیز با شکست ۲–۱ پارتیزان و در سال ۱۹۶۶ به دست آوردند. اعضای این تیم در سال‌های ۱۹۶۲ و ۱۹۶۴ نیز موفق شده بودند تا به فینال این رقابت‌ها برسند هرچند موفق به قهرمانی نشده بودند. در دهه هفتاد، رئالی‌ها موفق به کسب ۵ لیگ اسپانیا و ۳ جام حذفی شدند. در سال ۱۹۷۱ آن‌ها اولین دیدار فینال جام در جام اروپا را برگزار کردند که در نهایت با شکست ۲–۱ مقابل چلسی، از کسب جام بازماندند. در ژوئیه ۱۹۷۸، اتفاقی ناگوار برای رئال مادرید افتاد و سانتیاگو برنابئو درحالی‌که مسابقات جام جهانی فوتبال در آرژانتین آغاز شده بود، درگذشت. این اتفاق به حدی مهم بود که مسئولان فیفا تصمیم گرفتند که ۳ روز را در حین مسابقات به افتخار برنابئو، عزای عمومی اعلام کنند. باشگاه رئال نیز در ادامه همان سال، اولین دوره جام برنابئو را که به احترام برنابئو بود، برگزار کرد.

### دوره کرکس‌ها و کسب هفتمین و هشتمین جام اروپایی (۱۹۸۰–۲۰۰۰)
رئالی‌ها در اوایل دهه هشتاد، وضعیت چندان مناسبی نداشتند و نتوانستند لالیگا را فتح کنند تا اینکه گروهی از بازیکنان لیگ اسپانیا به تیم آمدند و با خود موفقیت را به همراه داشتند. یک روزنامه‌نگار اسپانیایی عنوان کرکس‌ها را برای آن تیم انتخاب کرد که به‌خاطر ۵ بازیکن فوق‌العاده آن بود که شامل امیلیو بوتراگوئنو، مانوئل سانچز، مارتین وازکوز، میشل و میخل پاردخا می‌شد. کرکس‌ها (که بعداً با رفتن پاردخا به رئال ساراگوسا، به گروهی ۴ نفره تبدیل شد)، در کنار بازیکنانی چون فرانسیسکو بویو که دروازه‌بان تیم بود یا مهاجم خود، هوگو سانچز، یکی از بهترین تیم‌های نیمه دوم دهه ۸۰ در اسپانیا و اروپا بودند و موفق شدند ۲ جام یوفا، ۵ لیگ اسپانیا پیاپی، ۱ جام حذفی اسپانیا و ۳ سوپرجام فوتبال اسپانیا را کسب کنند. اما این تیم رؤیایی و گروه کرکس‌ها، در اوایل دهه ۹۰ (میلادی) و با جدایی امیلی بوتراگونو، مارتین وازکوئز و میشل از تیم، از هم پاشید.
در سال ۱۹۹۶، لورنسو سانز، مدیر باشگاه، تصمیم گرفت تا فابیو کاپلو را به عنوان مربی تیم انتخاب کند. گرچه دوران مربیگری کاپلو تنها یکسال طول کشید اما آن‌ها توانستند عنوان قهرمانی را کسب کنند و بازیکنانی چون روبرتو کارلوس، پردراگ میاتوویچ، داور شوکر و کلارنس سیدورف برای تقویت تیمی که خود بازیکنانی چون رائول، فرناندو هیرو، ایوان زامورانو و فرناندو ردوندو را داشت، به تیم اضافه شدند تا اینکه تیم توانست با این بازیکنان به همراه فرناندو مورینتس که در سال ۱۹۹۷ به تیم آمد تحت هدایت یاپ هینکس پس از ۳۳ سال انتظار، هفتمین جام اروپایی خود را کسب کنند. آن‌ها در فینال به لطف تک گل میاتوویچ موفق شدند یوونتوس را شکست دهند. دو سال بعد نیز رئالی‌ها موفق شدند تا با درخشش رائول، هشتمین جام اروپایی خود را با شکست ۳–۰ والنسیا کسب کنند.

### دوره کهکشانی‌ها (۲۰۰۶–۲۰۰۰)
در ژوئیه سال ۲۰۰۰، فلورنتینو پرز به عنوان مدیر باشگاه انتخاب شد. وی در وعده‌های انتخاباتیش، قول برطرف کردن بدهی‌های سنگین باشگاه، افزایش امکانات و مدرن کردن باشگاه را داده بود هرچند که وعده اصلی وی، امضای قرارداد با لوئیز فیگو، ستاره آن زمان بارسلونا بود. در همان سال بود که پرز با صرف هزینه‌های سنگین، تیمی را تشکیل داد که به‌خاطر داشتن ستارگان بزرگ، در سرتاسر جهان به نام کهکشانی‌ها معروف شد. بازیکنان بزرگی چون زیدان، رونالدو، فیگو، کارلوس، رائول و بکهام از جمله ستارگان آن روزهای رئال مادریدی بودند که ویسنته دل بوسکه را به عنوان سرمربی خود می‌دید. اما با وجود این هزینه‌ها و کسب نهمین جام اروپایی و کسب قهرمانی لالیگا، پرز تصمیم گرفت تا دل‌بوسکه را برکنار کند، که همین کار وی باعث شد تا سفیدها در طی ۳ سال آینده، موفق به کسب هیچ جامی نشوند تا پرز از کار برکنار شود.

### ریاست رامون کالدرون (۲۰۰۹–۲۰۰۶)

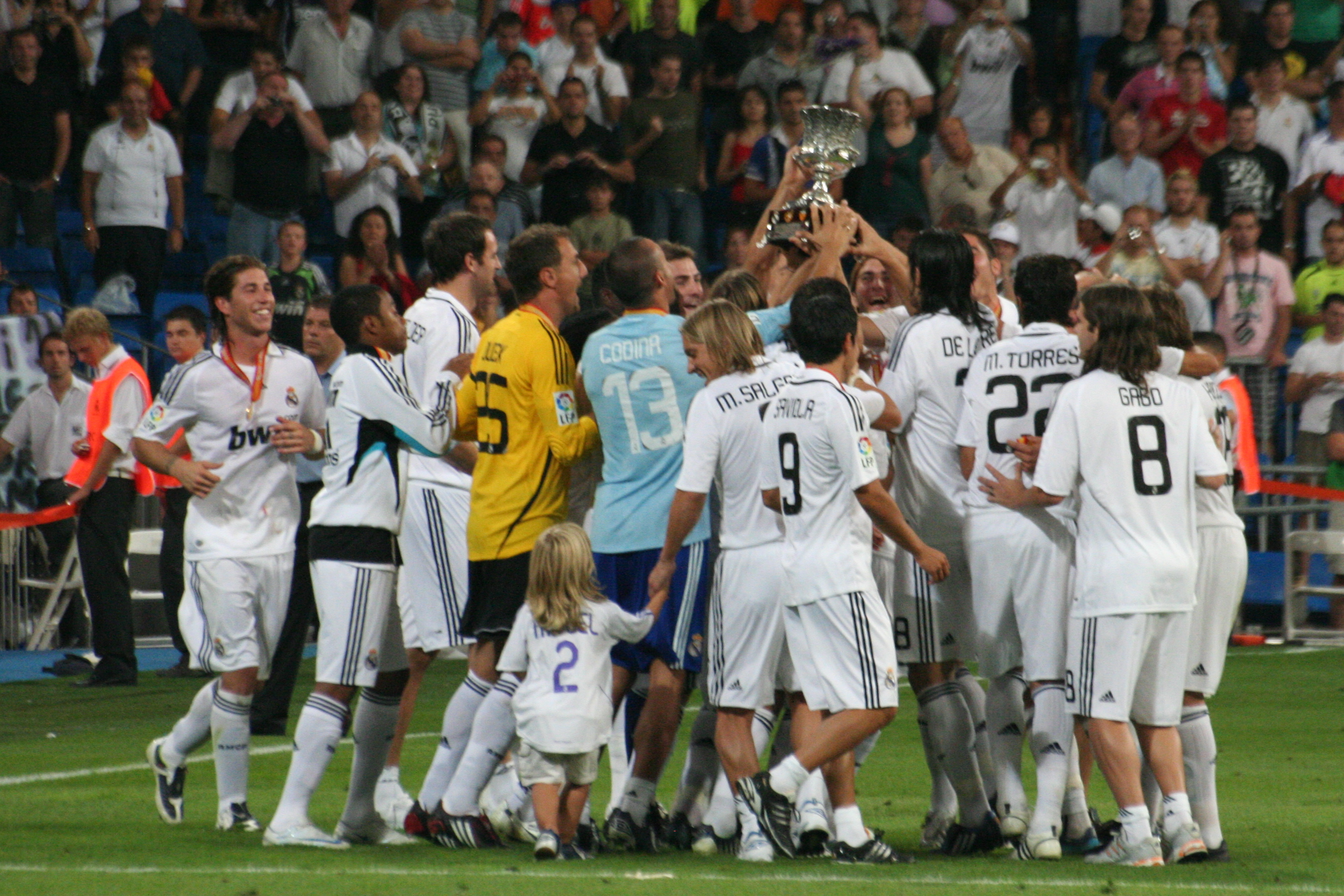
بازیکنان رئال در حال جشن گرفتن به‌خاطر قهرمانی در سوپرکاپ اسپانیا در سال ۲۰۰۸

در ادامه و در سال ۲۰۰۶ بود که رامون کالدرون به عنوان مدیر جدید باشگاه انتخاب شد. کالدرون بلافاصله کاپلو را مجدداً به عنوان مربی تیمش انتخاب کرد تا طلسم قهرمان نشدن تیم را بشکند. آن‌ها برای اولین‌بار در طی ۴ سال گذشته، موفق به کسب جام شدند و لالیگا را با کاپلو فتح کردند. اما با این وجود، کاپلو بازهم یک فصل تنها در تیم دوام آورد و مجدداً اخراج شد. رئالی‌ها موفق شدند فصل بعد نیز سی و یکمین قهرمانی خود را در لالیگا کسب کنند که این برای اولین بار در طی ۱۸ سال گذشته بود که دو سال پیاپی این جام را کسب کردند.

### انتخاب مجدد پرز و دوران مورینیو (۱۳–۲۰۰۹)
در ژوئن ۲۰۰۹ و پس از ۲ سال ناکامی تیم و برکناری کالدرون، پرز مجدداً به عنوان مدیر باشگاه انتخاب شد. پرز مجدداً سیستم کهکشانی‌های خود را پیش گرفت. وی ابتدا کاکا (بازیکن فوتبال) را از تیم میلان خرید و پس از آن کریستیانو رونالدو را از منچستر یونایتد با رقم ۹۶ میلیون یورو خریداری کرد که یک رکورد تاریخیست.
رئالی‌ها با وجود خریدن بازیکنانی چون رونالدو، کاکا و آلونسو، نتوانستند زیر نظر مانوئل پلگرینی، جامی را کسب کنند و پرز وی را برکنار کرد. پس از آن، بعد از چندین روز مذاکره با ماسیمو موراتی، مدیر اینتر میلان ایتالیا، پرز توانست وی را راضی کند که اجازه خروج مربی خود، خوزه مورینیو را که برای آن‌ها ۳ جام کسب کرده بود را بدهد تا مورینیو به عنوان مربی جدید تیم انتخاب و شروع بکار کند. آن‌ها اولین جام خود با مورینیو را در سال ۲۰۱۰، با برد یک بر صفر خود برابر بارسلونا و در فینال جام حذفی به‌دست آوردند. همچنین در سال بعد (۲۰۱۱) لالیگا را با غلبه بر بارسلونا و سلطه شکنی این تیم از ان خود کردند.

### دوران آنچلوتی و لا دسیما (۲۰۱۵–۲۰۱۳)
در ۲۵ ژوئن ۲۰۱۳، کارلو آنجلوتی با قراردادی سه ساله جانشین مورینیو شد. یک روز بعد در کنفرانس خبری اعلام کرد که زین‌الدین زیدان و پل کلمنت دستیارانش در رئال خواهند بود. در ۱ سپتامبر ۲۰۱۳، انتقال گرت بیل به رئال مادرید با مبلغ رکوردشکن ۱۰۰ میلیون یورو صورت گرفت. در اولین فصل آنجلوتی در رئال، این تیم با گل گرت بیل در فینال کوپا دل ری بارسلونا را شکست داد و به مقام قهرمانی رسید. در ۲۴ مهٔ ۲۰۱۴، رئال مادرید با شکست همشهری‌اش اتلتیکو در فینال لیگ قهرمانان اروپا ۲۰۱۴ برای اولین بار بعد از سال ۲۰۰۲، به مقام قهرمانی لیگ قهرمانان اروپا رسید و به نخستین تیمی تبدیل شد که به ده قهرمانی اروپایی دست پیدا می‌کند. دستاوردی که لا دسیما نامیده می‌شود.
بعد از قهرمانی در لیگ قهرمانان، رئال مادرید کیلور ناواس، ایسکو، تونی کروس و خامس رودریگز را جذب کرد. رئال در سوپر جام اروپا ۲۰۱۴ با گلزنی رونالدو سویا را شکست داد و به هفتادونهمین جام تاریخش دست یافت. در روزهای پایانی نقل‌وانتقالات تابستانی، رئال دو بازیکن کلیدی‌اش را فروخت؛ ژابی آلونسو به بایرن مونیخ و آنخل دی‌ماریا به باشگاه فوتبال منچستر یونایتد با رقمی معادل ۷۵ میلیون یورو که در آن زمان رکورد نقل‌وانتقالات در انگلستان را شکست. این تصمیم باشگاه با جنجال‌هایی همراه شد. رونالدو دربارهٔ آن گفت: «اگر من مسئول بودم، به شکل دیگری عمل می‌کردم.» و آنجلوتی نیز اظهار کرد که «باید از صفر شروع کنیم.»
پس از شروع نه چندان خوب در فصل ۱۵–۲۰۱۴ لا لیگا و شکست مقابل تیم‌های اتلتیکو مادرید و رئال سوسیداد، رئال مادرید با ۱۸ پیروزی پیاپی که شامل برتری مقابل لیورپول و بارسلونا نیز می‌شد، به رکورد ۱۸ پیروزی پیاپی فرانک رایکارد در بارسلونا در فصل ۰۶–۲۰۰۵ رسید. در دسامبر ۲۰۱۴، با پیروزی مقابل سن‌لورنزو در فینال جام باشگاه‌های جهان ۲۰۱۴ این رکورد را به ۲۲ پیروزی پیاپی رساندند و سال را با ۴ جام به پایان بردند. در ابتدای سال ۲۰۱۵ و با شکست مقابل والنسیا این رکورد متوقف شد و موفق نشدند به رکورد جهانی ۲۴ پیروزی پیاپی برسند. رئال با شکست مقابل یوونتوس از راهیابی به فینال لیگ قهرمانان بازماند و در جام حذفی نیز اتلتیکو مادرید آن‌ها را در نیمه‌نهایی حذف کرد. در لا لیگا نیز با اختلاف ۲ امتیاز با بارسلونا به مقام نایب‌قهرمانی بسنده کرد. همهٔ این‌ها منجر به برکناری آنجلوتی در ۲۵ مهٔ ۲۰۱۵ شد.

### لا دسیما و سه‌گانهٔ اروپایی (تاکنون–۲۰۱۵)

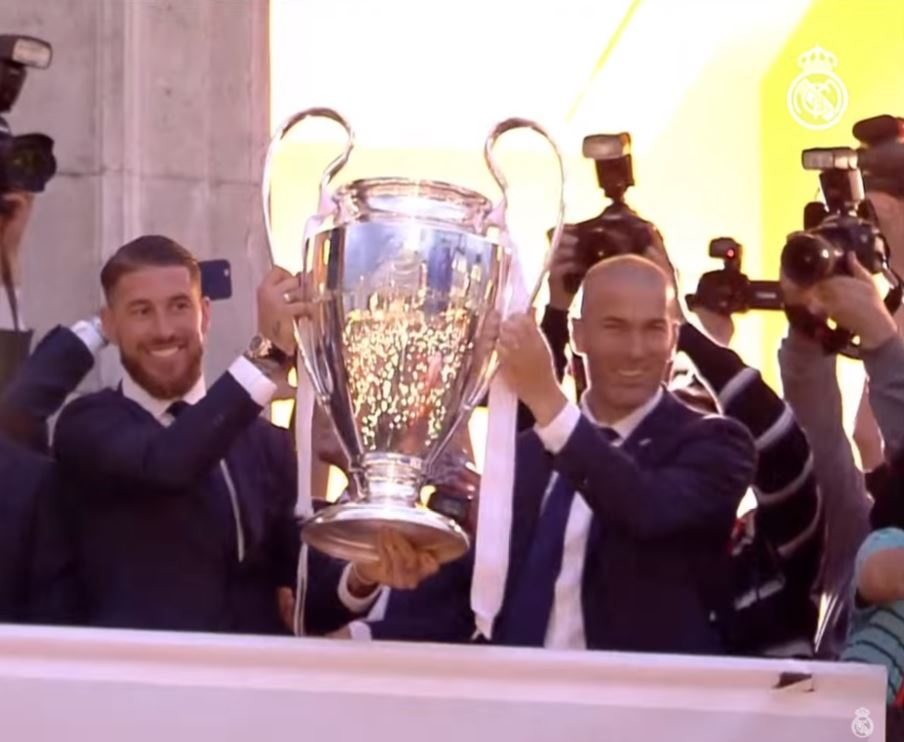
زین‌الدین زیدان به همراه سرخیو راموس کاپیتان تیم و جام قهرمانی لیگ قهرمانان اروپا در مهٔ ۲۰۱۶

در ۳ ژوئن ۲۰۱۵، رافائل بنیتز با قراردادی سه ساله سرمربیگری تیم رئال را بر عهده گرفت. رئال مادرید تا هفتهٔ یازدهم لیگ شکست نخورده بود تا این که در مقابل سویا ۲–۳ مغلوب شد. در ادامه در نخستین ال‌کلاسیکوی فصل در خانه ۰–۴ مغلوب بارسلونا شدند. آن‌ها در دور رفت جام حذفی مقابل تیم کادیز به میدان رفتند و ۳–۱ پیروز شدند، اما به دلیل استفاده از دنیس چریشف که در آن بازی محروم بود، از دور رقابت‌ها کنار گذاشته شدند. در لیگ قهرمانان اروپا، رئال با ۱۶ امتیاز صدرنشین گروه خود شد. در ۴ ژانویه ۲۰۱۶، بنیتز به خاطر کسب نتایج ضعیف، عدم محبوبیت میان هواداران و بازیکنان از سمت خود برکنار شد. در آن زمان، رئال در لا لیگا سوم بود؛ چهار امتیاز از تیم صدرنشین اتلتیکو مادرید و دو امتیاز از تیم دوم یعنی بارسلونا عقب بود (با وجود یک بازی رو در رو).
در همان روز برکناری بنیتز، زین‌الدین زیدان به عنوان جانشین وی معرفی شد. زیدان پیش از دستیار کارلو آنچلوتی در این تیم بود و سرمربیگری رئال مادرید کاستیا را نیز در کارنامه داشت. رئال در اولین بازی با حضور زیدان در ۹ ژانویه ۲۰۱۶، دپورتیوو لاکرونیا را با هت‌تریک گرت بیل ۵–۰ در خانه شکست داد. در ۲۸ مه، رئال مادرید با شکست اتلتیکو مادرید در ضربات پنالتی فینال لیگ قهرمانان اروپا، برای یازدهمین بار قهرمان این رقابت‌ها شد. در ۱۰ دسامبر ۲۰۱۶، رئال با برد ۳–۲ مقابل دپورتیوو، رکورد ۳۵ بازی بدون شکست را ثبت کرد. در ۱۸ دسامبر ۲۰۱۶، رئال با هت‌تریک کریستیانو رونالدو، ۴–۲ باشگاه فوتبال کاشیما آنتلرز را شکست داد و قهرمان جام باشگاه‌های جهان ۲۰۱۶ شد. با تساوی ۳–۳ مقابل سویا در ۱۲ ژانویه ۲۰۱۷، رکورد شکست‌ناپذیری رئال به ۴۰ بازی رسید و رکورد قبلی اسپانیا (۳۹ بازی) که در اختیار بارسلونا بود را شکست. سه روز بعد، با باخت ۲–۱ مقابل سویا، این روند شکست‌ناپذیری به پایان رسید. در مه ۲۰۱۷، رئال برای سی‌وسومین بار به قهرمانی لا لیگا رسید. رئال با شکست یوونتوس در فینال لیگ قهرمانان اروپا ۲۰۱۷ ضمن قهرمانی برای دوازدهمین در این رقابت‌ها، به نخستین تیمی تبدیل شد که از مقام قهرمانی‌اش در دورهٔ لیگ قهرمانان اروپا دفاع می‌کند. این سومین قهرمانی رئال در اروپا طی ۴ سال بود که لا اوندسیما نیز نامیده می‌شود.
رئال مادرید در سوپر جام اروپا ۲۰۱۷ موفق شد تا منچستر یونایتد را ۲–۱ شکست دهد. پنج روز بعد در سوپرجام اسپانیا ۲–۰ بارسلونا را در بازی رفت شکست دادند و به ۲۴ ال کلاسیکوی متوالی که بارسلونا در آن موفق به گلزنی شده بود پایان دادند؛ بازی برگشت را نیز ۳–۱ بردند و در مجموع ۵–۱ برنده شدند و سوپرجام اسپانیا را بالای سر بردند. رئال مادرید در سال ۲۰۱۸ موفق شد تا برای سومین سال متوالی قهرمان لیگ قهرمانان اروپا شود و به اولین باشگاهی تبدیل شدند که سه سال متوالی در فرمت جدید لیگ قهرمانان قهرمان می‌شوند و هم چنین اولین باشگاه از زمان بایرن مونیخ در دهه ۱۹۷۰ میلادی شدند که سه بار متوالی قهرمان یک جام اروپایی می‌شود. پنج روز بعد از قهرمانی سوم، در ۳۱ مهٔ ۲۰۱۸، زیدان در نشست خبری اعلام کرد که باشگاه نیاز به تغییر دارد و کناره‌گیری خودش از سمت سرمربی‌گری این تیم را اعلام کرد.
در ۱۲ ژوئن ۲۰۱۸، باشگاه رئال اعلام کرد که جولن لوپتگی سرمربی تیم ملی اسپانیا بعد از جام جهانی فوتبال ۲۰۱۸ سرمربی رئال خواهد شد. با این حال فدراسیون فوتبال اسپانیا یک روز پیش از شروع رقابت‌های جام جهانی، لوپتگی را از سرمربی‌گری تیم ملی اسپانیا برکنار کرد و دلیل آن را مطلع نشدن از مذاکره با باشگاه رئال مادرید عنوان کرد. همچنین در سال ۲۰۱۸ ترکیب رئال دستخوش تغییرات زیادی شد و کریستیانو رونالدو با مبلغ ۱۰۰ میلیون یورو به باشگاه فوتبال یوونتوس پیوست.

## آرم و لباس

### نشان‌واره باشگاه

نشان‌واره باشگاه رئال از ابتدا تاکنون

طراحی ابتدایی آرم باشگاه، بسیار ساده بود. این آرم، متشکل از سه حرف MCF بود که ۳ حرف ابتدای نام باشگاه (Madrid Club de Fútbol) بود که در زمینه‌ای آبی طراحی شده بود و بر روی لباس سفید تیم قرار داشت. در سال ۱۹۰۸ بود که اولین تغییر در آرم باشگاه رخ داد و برای زیباتر شدن آرم، نوشته‌ها درون یک دایره قرار گرفتند. تغییرات بعدی، تغییرات جزئی بودند تا اینکه در سال ۱۹۲۱، شاه آلفونسو سیزدهم، به عنوان هدیه، عنوان رئال (رویال که تقریباً معنی سلطنتی می‌دهد) را به تیم اهدا کرد و بدین منظور در آرم باشگاه تغییراتی ایجاد شد و شکل یک تاج بر روی آرم باشگاه قرار گرفت. اما در سال ۱۹۳۱ که آلفونسو از حکومت کنار رفت، هم کلمه رئال از نام باشگاه حذف شد و هم شکل تاج از روی آرم باشگاه برداشته شد و به جای آن، خطی تیره بر روی آرم باشگاه قرار گرفت. در سال ۱۹۴۱ و دو سال بعد از جنگ‌های داخلی، مجدداً کلمه رئال به نام باشگاه اضافه شد و تاج پادشاهی نیز به بالای آرم باشگاه افزوده شد. این آرم تا سال ۱۹۹۷ تغییری نکرد تا اینکه در این سال تغییر جزئی داشت و برای آخرین بار در سال ۲۰۰۱ بود که باشگاه برای مدرن کردن آرم و بروزرسانی آن، آرم را تغییر داد که البته تغییراتی جزئی بودند از جمله خطی که از وسط آن می‌گذشت، به رنگ آبی متمایل شد.

### لباس تیم
از همان ابتدا، لباس خانگی رئالی‌ها، یکدست سفید بود هرچند که یک خط تیره از وسط آن می‌گذشت (این خط بعدها از لباس حذف شد اما در آرم باشگاه باقی ماند). البته در آن زمان جوراب‌های بازیکنان، رنگ آبی داشت در حالی که اکنون به رنگ سفید است. در سال ۱۹۰۲ بود که لباس‌های راه‌راه، یکدست سفید شدند و جوراب‌های آبی رنگ، سیاه شدند. در سال ۱۹۴۷ بود که مدیر باشگاه، تصمیم گرفت تا به پیراهن‌های بازیکنان، دکمه اضافه کند و آرم باشگاه را، روی سینه سمت چپ بازیکنان اضافه کرد (چیزی که تاکنون نیز تغییر نکرده است). همچنین در نوامبر ۱۹۴۷ در بازی برابر اتلتیکو مادرید، رئالی‌ها به نخستین تیم اسپانیایی تبدیل شدند که لباسشان دارای شماره شد.
لباس خارج از خانه رئالی‌ها نیز از همان ابتدا یا سیاه کامل بوده است یا کاملاً ارغوانی و هیچ‌گاه تغییر نکرده است. لباس تیم اکنون توسط آدیداس تولید می‌شود که این اتفاق از سال ۱۹۹۸ شروع شد. اولین حامی مالی تیم، شرکت «زانوسی» بود که از سال ۱۹۸۲ تا ۱۹۸۵ حامی مالی تیم بود. سپس حامیان مالی ای چون «پارمالات» با تیم بودند تا اینکه تیم با شرکت «تکا» قراردادی بلند مدت را از سال ۱۹۹۲ بست. این قرارداد تا سال ۲۰۰۱ ادامه داشت تا این‌که رئالی‌ها به این قرارداد پایان دادند. آن‌ها ابتدا آدرس سایت اینترنتی خود را به مدت یک‌سال بر روی لباس خود نوشته بودند تا تبلیغ سایت خود را بکنند. بعد از آن در سال ۲۰۰۲، باشگاه با شرکت زیمنس قرار داد بست. سپس در سال ۲۰۰۸، کمپانی آسیایی «بن کیو» حامی مالی تیم شد و آرم این کمپانی بر روی لباس تیم قرار گرفت. اسپانسر بعدی تیم نیز Bwin است که به‌خاطر مشکلات مالی بن کیو، باشگاه مجبور به تغییر حامی مالی شد و سپس نوبت شرکت هواپیمایی امارات شد که تاکنون حامی مالی باشگاه است.

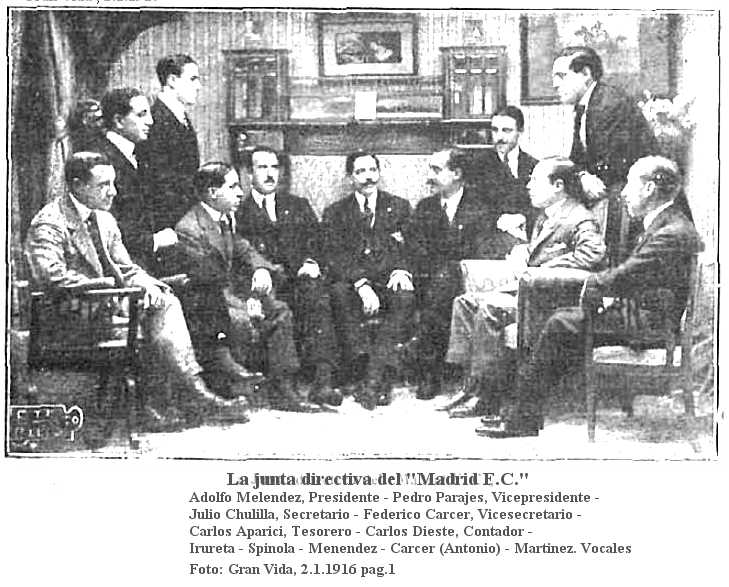
رئال مادرید ۱۹۱۶

## حامیان مالی و طراح‌های لباس
| زمان      | طراح           | حامی     |
| --------- | -------------- | -------- |
| ۱۹۸۲–۱۹۸۰ |                | -        |
| ۱۹۸۵–۱۹۸۲ | Zanussi        |          |
| ۱۹۸۹–۱۹۸۵ |                | Parmalat |
| ۱۹۹۱–۱۹۸۹ | Reny Picot     |          |
| ۱۹۹۲–۱۹۹۱ | Otaysa         |          |
| ۱۹۹۴–۱۹۹۲ | Teka           |          |
| ۱۹۹۸–۱۹۹۴ | Teka           |          |
| ۲۰۰۱–۱۹۹۸ | Teka           |          |
| ۲۰۰۲–۲۰۰۱ | Realmadrid.com |          |
| ۲۰۰۵–۲۰۰۲ | Siemens Mobile |          |
| ۲۰۰۶–۲۰۰۵ | Siemens        |          |
| ۲۰۰۷–۲۰۰۶ | BenQ - Siemens |          |
| ۲۰۱۱–۲۰۰۷ | Bwin           |          |
| ۲۰۱۳–۲۰۱۱ | Bwin           |          |
| –۲۰۱۳     | Fly Emirates   |          |

*Realmadrid.com appeared as shirt sponsor to promote the club's new website. 

## ورزشگاه

### چامارتین
در سال ۱۹۱۲ بود که تیم به کمپ O'Donnell رفت و به مدت ۱۱ سال، آنجا زمین خانگی تیم محسوب می‌شد. بعد از آن تیم به مدت یکسال به ورزشگاه ۸ هزار نفری Ciudad Lineal رفت. بعد از آن این‌بار نوبت چامارتین بود که زمین اختصاصی تیم شود. این ورزشگاه در ۱۷ می۱۹۲۳ و در بازی با نیوکاسل یونایتد برای اولین‌بار مورد استفاده قرار گرفت. ورزشگاهی با گنجایش بیش از ۲۲ هزار هوادار تیم که اولین قهرمانی رئالی‌ها در لیگ نیز در آن به ثبت رسید.

### سانتیاگو برنابئو

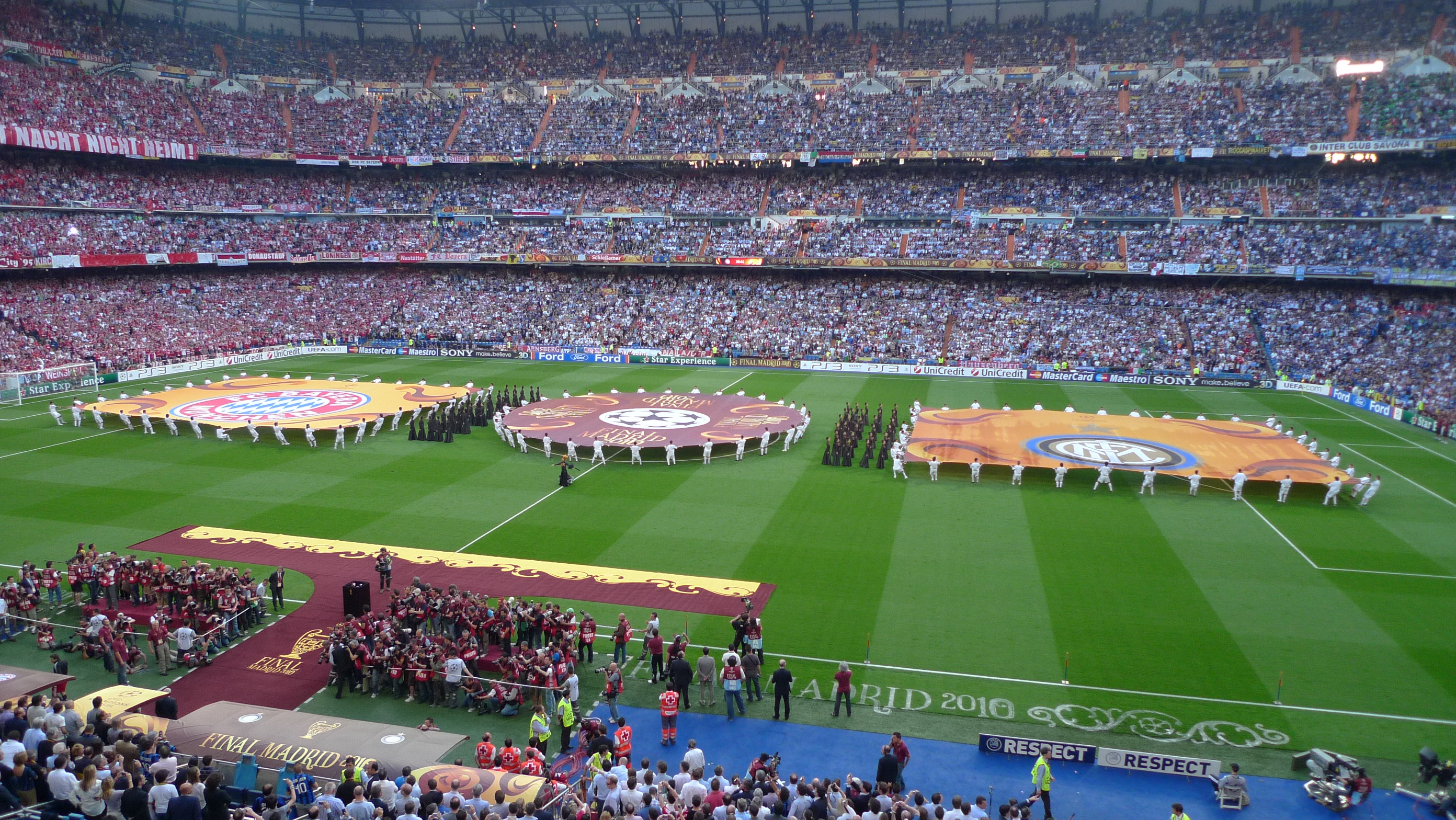
نمایی از سانتیاگو برنابئو قبل از آغاز فینال لیگ قهرمانان اروپا در سال ۲۰۱۰

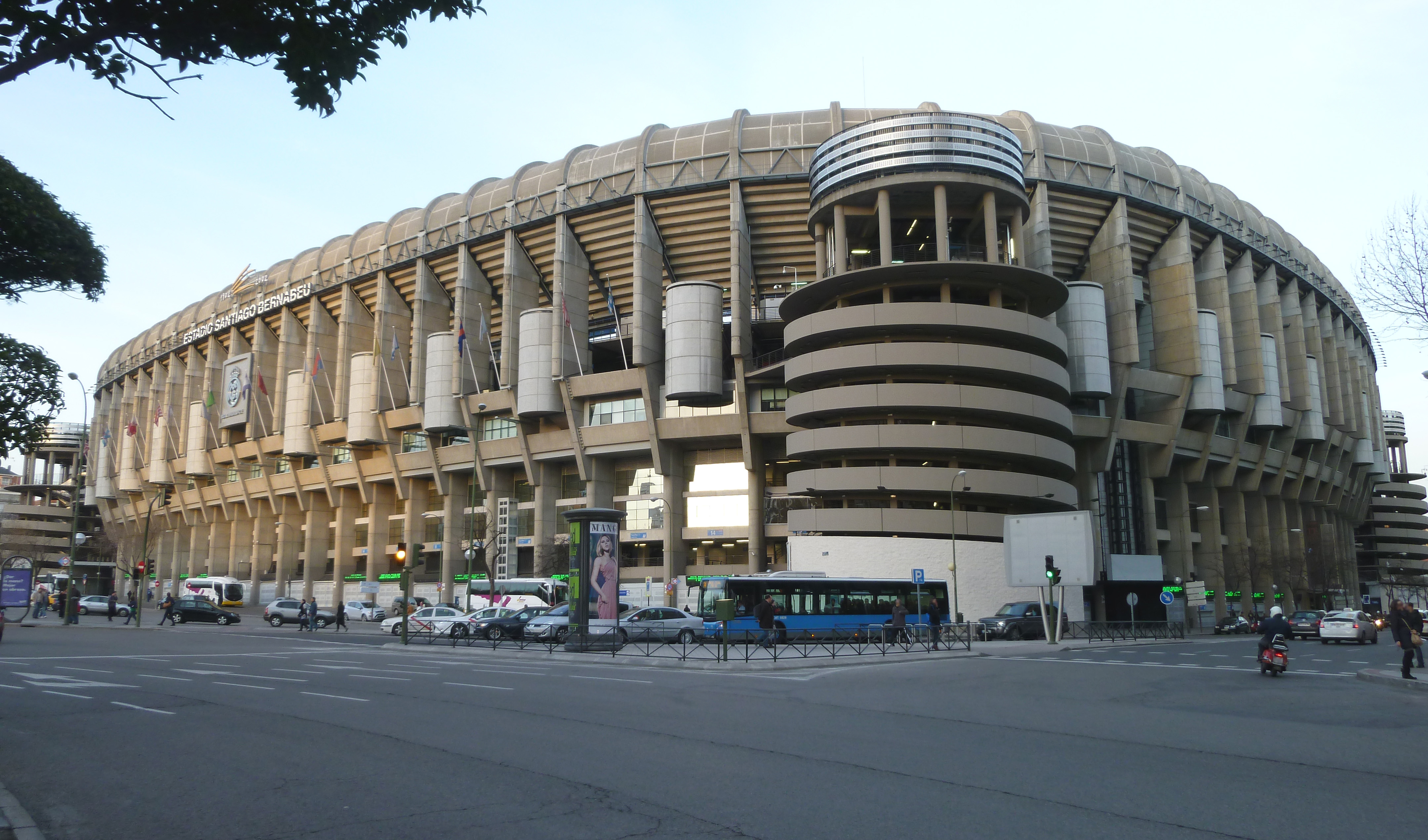
نمای بیرونی سانتیاگو برنابئو

پس از آن و در سال ۱۹۴۳ که سانتیاگو برنابئو به عنوان مدیر باشگاه انتخاب شد، تغییری در استادیوم تیم ایجاد شد. برنابئو معتقد بود که چامارتین آنقدر که باید بزرگ نیست و در حد و اندازه رئال نیست. به همین دلیل دستور ساخت ورزشگاهی جدید را صادر کرد که در ۱۴ دسامبر ۱۹۴۷ افتتاح شد. این ورزشگاه، همان سانتیاگو برنابئو کنونی است (البته این نام را بعد از مرگ برنابئو در سال ۱۹۵۵ به دست آورد). نخستین بازی که در این ورزشگاه انجام شد، بین رئال مادرید و بلننسس پرتقال بود که با برتری ۳–۱ سفیدهای مادرید به پایان رسید. نخستین کسی که در این ورزشگاه گل زد نیز، سابینو باریناگا بود که گل نخست تیمش در همین بازی را زد.

#### بازسازی‌ها
ورزشگاه بارها دچار تغییر میزان گنجایش شد؛ مثلاً برای نخستین بار ورزشگاه در سال ۱۹۵۳ به گنجایش ۱۲۰ هزار هوادار رسید. اما پس از آن بارها گنجایش ورزشگاه کمتر از قبل می‌شد (آخرین بازی که این اتفاق افتاد، در سال ۱۹۹۸ بود که یوفا اعلام کرد تمام هواداران تیم باید بر روی صندلی نشسته باشند). دیگر بازسازی ورزشگاه نیز در سال ۲۰۰۳ روی داد که حدود ۵ هزار صندلی دیگر به ورزشگاه افزوده شد تا گنجایشش به ۸۵٬۳۵۴ نفر برسد. همچنین اعلام شده است که قرار است به‌زودی برای ورزشگاه یک سقف ساخته شود.
همچنین در این بازسازی‌ها تصمیم بر اجرای سیستم‌های تهویه مطبوع مانند اگزاست فن‌های صنعتی گرفته شد؛ لذا هم‌اکنون از سیستم‌های تهویه مطبوع یا تصفیه هوا برای راحتی تماشاگران و بازیکنان در سانتیاگو برنابئو استفاده می‌شود.

#### سابقه
برنابئو در سال ۱۹۶۴ میزبان فینال جام ملت‌های اروپا بود. در سال ۱۹۸۲، فینال رقابت‌های جام جهانی در آن برگزار شد. این ورزشگاه همچنین میزبان ۴ فینال رقابت‌های اروپایی بوده است. در سال‌های ۵۷، ۶۹ و ۸۰ این ورزشگاه میزبان جام اروپایی بود. در سال ۲۰۱۰ نیز فینال لیگ قهرمانان اروپا در آن برگزار شد. برنابئو دارای ایستگاه مترو مخصوص به خود است که نامش سانتیاگو برنابئوست. در نوامبر ۲۰۰۷ نیز این ورزشگاه از طریق یوفا ۵ ستاره شد (بیشترین میزان دریافت ستاره).

### سایر ورزشگاه‌ها
در می ۲۰۰۶ نیز مجموعه ورزشگاه والبباس بزرگ‌ترین مجموعه تفریحی ورزشی دنیا و ورزشگاه آلفردو دی استفانو افتتاح شد که در نزدیکی مکانی قرار دارد که تیم در آن معمولاً تمرین می‌کند. اولین بازی انجام شده در آن نیز بین رئال مادرید و Stade de Reims برگزار شد که یادآور فینال جام اروپایی در سال ۱۹۵۶ بود. رئالی‌ها آن بازی را با ۶ گل سرخیو راموس، آنتونیو کاسانو (۲ گل)، روبرتو سولدادو (۲ گل) و خواردو با برد پشت سر گذاشتند. از دیگر مجموعه ورزشگاه‌های مادرید می‌توان به کامپ دانل، سیوداد رئال مادرید، ورزشگاه لا فابریکا و شهرک ورزشی والدبباس اشاره نمود.

### والدبباس
شهرک ورزشی والدبباس در ۱۲۰ هکتار در نزدیکی فرودگاه باراخاس مادرید قرار دارد و از زیباترین و بزرگ‌ترین مجموعه‌های ورزشی در دنیا است.

## هواداران

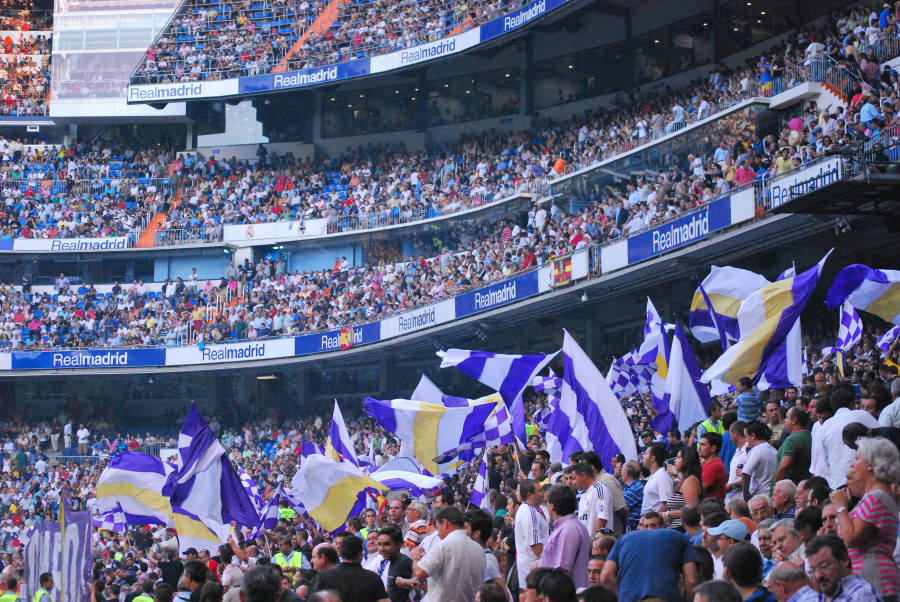
هواداران رئال در اوت ۲۰۰۹

در اکثر بازی‌ها خانگی تیم، اکثریت هواداران را کسانی تشکیل می‌دهند که «دارندگان بلیت سالانه» هستند که به‌طور میانگین، ۶۸٬۶۷۰ هزار هوادار در هر بازی می‌شوند. برای تبدیل شدن به یکی از این هواداران، شخص باید به یکی از اعضای باشگاه تبدیل شود که برای اینکار باید عضو یکی از ۱۸۰۰ گروه رسمی که حامی باشگاه هستند، شود که این گروه‌ها در اسپانیا و سایر نقاط جهان هستند. رئالی‌ها دارای رکورد بیشترین میزان تماشاچی در تاریخ اسپانیا هستند به‌طور میانگین، برای هر بازی تیم، ۶۵٬۰۰۰ هزار هوادار به ورزشگاه می‌آید. در فصل ۰۵–۲۰۰۴، آن‌ها با میانگین ۷۱٬۹۰۰ نفر، در رده دوم برترین‌ها قرار گرفتند.

## ارزش/سهام باشگاه
زیر نظر فلورنتینو پرز (۲۰۰۰-۲۰۰۶) بود که باشگاه تلاش خود را برای تبدیل شدن به ثروتمندترین تیم دنیا آغاز کرد. باشگاه بخشی از زمین تمرین خود را به شهر مادرید فروخت و سایر قسمت‌ها را نیز به بخش‌های خصوصی فروخت. فروش این زمین‌ها، باعث شد تا باشگاه بتواند بدهیهای خود را پرداخت کند که همین راه را برای خرید ستارگان گران‌قیمتی چون زیدان، فیگو، رونالدو و بکهام باز کرد.
فروش زمین‌های تیم، باعث شد تا پرز بتواند بدهی‌های تیم (حدود ۲۷۰ میلیون یورو) را پرداخت کند و بتواند بازیکنان بزرگ را به تیم بیاورد که خود اینکار نیز باعث تبلیغات بزرگ برای تیم شد. البته با وجود موفقیت خیره‌کننده پرز در برطرف کردن بدهی‌ها و افزایش بی‌سابقه سهام و ارزش باشگاه، همیشه از وی ایراد گرفته می‌شد که بیش از آنکه به شرایط بازی تیم توجه کند، به فکر مسائل اقتصادی باشگاه است.
با وجود برکنار شدن پرز، موفقیت تیم در زمینه اقتصادی، ادامه داشت و کاملاً مشهود بود طوری‌که در دسامبر سال ۲۰۰۷، آن‌ها به عنوان با ارزش‌ترین تیم فوتبال در قاره اروپا انتخاب شدند. در سال ۲۰۰۸ نیز آن‌ها با ارزشی به میزان ۹۵۱ میلیون یورو (۶۴۰ میلیون پوند - ۱٫۲۸۵ میلیارد دلار)، به عنوان دومین تیم فوتبال پر ارزش در دنیا انتخاب شدند. تنها باشگاه منچستر یونایتد بود که ارزشش بیشتر از رئال مادرید بود (با ارزش ۱٫۳۳۳ میلیارد یورو). در سال ۲۰۱۰ نیز مشخص شد که رئالی‌ها دارای بیشترین میزان گردش مالی در جهان فوتبال بوده‌اند. در سپتامبر ۲۰۰۹ نیز اعلام شد که آن‌ها قصد دارند تا مجموعه تفریحی مخصوص خود را تأسیس کنند. این اتفاق در سال ۲۰۱۳ میلادی رخ داد که بخشی دیگر از راهکارهای اقتصادی پرز بود.

### رکوردها
در طول فصل ۲۰۰۹–۲۰۱۰ رئال مادرید با فروش ۱۵۰ میلیون یورویی رکورددار فروش بلیت در تاریخ فوتبال است. این باشگاه دارای بیشترین تعداد فروش پیراهن در یک فصل نیز است، که در حدود ۱٫۵ میلیون بود.
دیلویت بزرگ‌ترین شرکت خدمات حرفه‌ای در جهان در سال ۲۰۱۸ رئال مادرید را با درآمد ثبت شده ۴۰۱ میلیون یورو به عنوان باارزش‌ترین باشگاه فوتبال جهان معرفی کرده است.

## برند جهانی
در تحقیقی که از طریق دانشگاه هاروارد انجام شد، مشخص شد که رئال یکی از ۲۰ مارک (برند) اول در دنیاست. آن‌ها تنها تیم در دنیا هستند که مدیران باشگاه نیز بمانند بازیکنان تیم، کاملاً شناخته شده‌اند. همچنین در همین تحقیق مشخص شد تعداد زیادی از افراد معروف و سرشناس دنیا، طرفدار و حامی این تیم هستند. در همین تحقیق، میزان هوادارن تیم، حداقل ۲۸۰ میلیون هوادار در سرتاسر جهان تخمین زده شده است که آن‌ها را در فاصله زیادی با تیم اول، یعنی منچستر یونایتد قرار می‌دهد. آن‌ها همچنین دارای میزان بالاترین رقم برای فروش حق پخش بازی‌هایشان هستند.
در سال ۲۰۱۰ نیز از طریق مجله فوربس مشخص شد که در فصل ۰۹–۲۰۰۸، ارزش باشگاه به میزان ۹۹۲ میلیون یورو (۱٫۳۲۳ میلیارد دلار) است که البته بازهم در این میان باشگاه انگلیسی منچستر یونایتد، از آن‌ها بالاتر است. همچنین براساس گزارش دلویت، باشگاه در همان بازده زمانی، سودی بیش از ۴۰۰ میلیون یورو داشته که در این مورد، آن‌ها بهترین در دنیا بودند.
در کنار بارسلونا، اتلتیکو مادرید و اوساسونا، رئالی‌ها نیز به عنوان یک سازمان ثبت شده‌اند که با اینکار، امکان خرید و سهیم شدن در سهام آن اصلاً وجود ندارد و تنها می‌شود عضو آن شد. این اعضا بمانند یک مجلس هستند که در بالاترین قسمت تیم حضور دارند. تا سال ۲۰۱۰، رئالی‌ها دارای ۶۰ هزار عضو بودند. در پایان سال ۱۰–۲۰۰۹ نیز اعلام شد که رئالی‌ها ۲۴۴٫۶ میلیون دلار بدهی دارند (مانند حقوق بازیکنان و…) که در مقایسه همین زمان در سال قبل، حدود ۸۲ میلیون دلار کمتر شده است.

### جزیره مادرید
رئال مادرید و دولت رأس‌الخیمه، در جایگاه ویژه برنابئو، پروژه جزیره رئال مادرید را در مارس ۲۰۱۲ کلید زدند. یک منطقه مسکونی و تجاری به همراه شهر بازی با نام رئال مادرید که در امارات قرار دارد.
این جزیره شامل یک شهر بازی، یک هتل پنج ستاره مجلل با ۴۵۰ اتاق، ۶۰ خانه ساحلی با ساحل اختصاصی، ۴۰۰ آپارتمان، یک موزه رئال مادرید، تفرجگاه، قایق‌های تفریحی و اولین استادیوم فوتبال دنیا به سمت دریا با ۱۰ هزار نفر گنجایش است.

## رکوردها و آمار باشگاه

### وضعیت آماری تیم

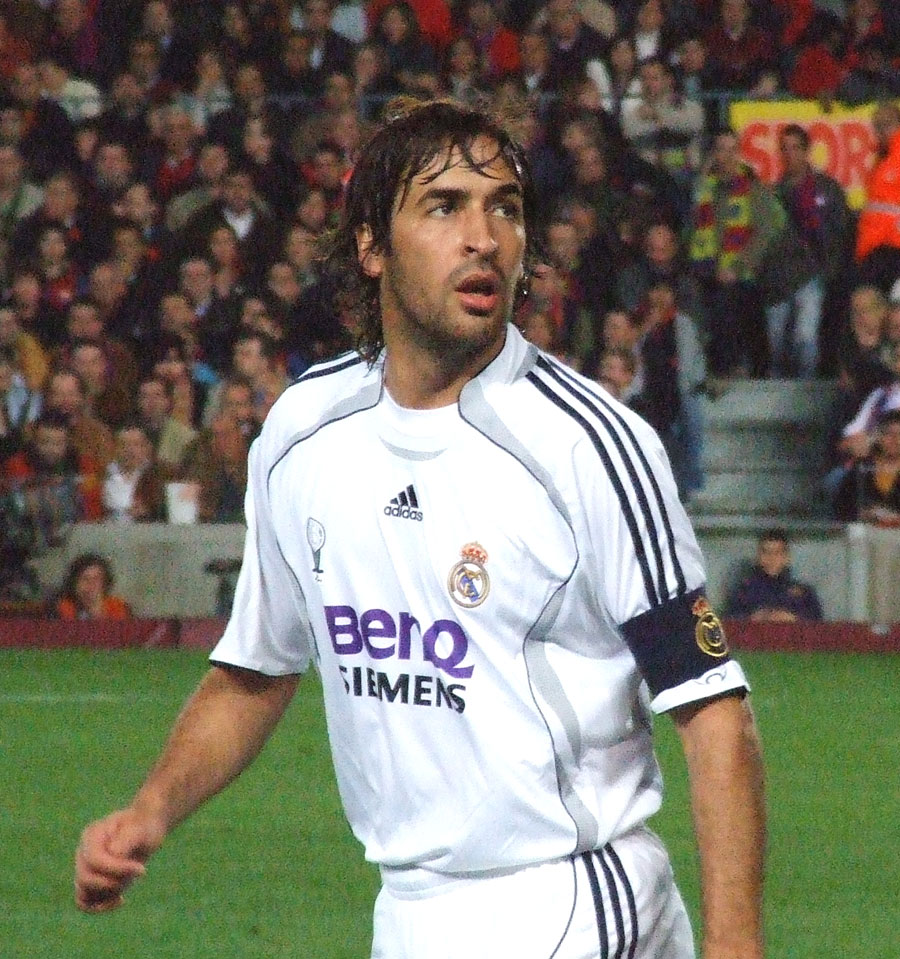
"رائول دارای رکورد بیشترین بازی در رئال مادرید است

رکوردها

#### در اسپانیا
رکورد پرگل‌ترین برد
- رکورد پیروزی لیگ: ۱۱–۲ مقابل الچه (در ۱۹۵۹–۶۰ لا لیگا)
- رکورد پیروزی جام حذفی: ۱۱–۱ مقابل بارسلونا (در ۱۹۴۲–۴۳ کوپا دل ری)
- رکورد پیروزی اروپا: ۹–۰ مقابل بلدکلوبن (در جام باشگاه‌های اروپا ۶۲-۱۹۶۱)
- رکورد پیروزی خانگی: ۱۱–۲ مقابل الچه (در ۱۹۵۹–۶۰ لا لیگا)
- رکورد پیروزی خانگی: ۱۰–۲ مقابل رایو واکانو
- رکورد پیروزی خارج از خانه: ۷–۱ مقابل رئال ساراگوسا (در ۱۹۸۷–۸۸ لا لیگا)
- رکورد پیروزی خارج از خانه: ۸–۲ مقابل دپورتیوو لاکرونیا (در ۲۰۱۴–۱۵ لا لیگا)

گل
- رئال مادرید با ۸۶۱۰ گل در بازی‌های رسمی، رکورددار گلزنی در بین تیم‌های اسپانیا است.
- رئال مادرید با زدن ۱۰۰ گل در هفت فصل پیاپی رکورددار لالیگا و ۵ لیگ معتبر اروپایی می‌باشد.
- بیشترین گل‌های لیگ در یک فصل: ۱۲۱ (در فصل ۲۰۱۱–۱۲)
- بیشترین گل در یک فصل در تمام مسابقات سال: ۱۷۴ (در فصل ۲۰۱۱–۱۲)
- بهترین تفاضل گل در یک فصل لیگ: ۸۹ در فصل ۲۰۱۱–۱۲
- بیشترین گل‌های لیگ در یک فصل به ترتیب: ۷۱ (در فصل ۱۹۵۰–۵۱)
- کم‌ترین تعداد گل زده در لیگ در یک فصل: ۱۵ (در فصل ۱۹۳۱–۳۲)
- رکورددار با ۲۳۷۰ گل در بازی‌های خارج از خانه در تاریخ لالیگا

امتیاز
- رئال مادرید با کسب ۴۴۴۹ امتیاز در لالیگا رکورد دار است.
- بیشترین امتیاز در یک فصل:
- کسب امتیاز برای پیروزی: ۶۶ در ۴۴ مسابقه (در فصل ۱۹۸۶–۱۹۸۷)
- کسب امتیاز برای پیروزی: ۱۰۰ در ۳۸ مسابقه (در فصل ۲۰۱۱–۲۰۱۲)
- کمترین امتیاز در یک فصل:
- کسب امتیاز برای پیروزی: ۱۷ در ۱۸ مسابقه (در فصل ۱۹۲۹–۱۹۳۰)

برد / تساوی / باخت در طول یک فصل
- بدون شکست در فصل: ۰ در ۱۸ بازی (در فصل ۱۹۳۱–۳۲)
- مساوی: ۱ در ۲۲ بازی (در فصل‌های ۱۹۳۴–۳۵ و ۱۹۳۹–۴۰)
- بیشترین برد در طول یک فصل: ۳۳ در ۳۸ بازی (در فصل ۲۰۱۱–۱۲)
- بیشترین پیروزی خانگی: ۱۸ برد در ۱۹ بازی (در فصل‌های ۱۹۸۷–۸۸ و فصل ۲۰۰۹–۱۰)
- بیشترین شکست در یک فصل: ۱۳ در ۳۴ بازی (در فصل ۱۹۷۳–۷۴)
- با ۶۱۰ پیروزی، رکورددار برد خارج از خانه در تاریخ لالیگا
- با ۱۱۷۴ برد، رکورددار پیروزی خانگی در تاریخ لالیگا
- رئال مادرید سال ۲۰۱۴، اولین تیم تاریخ اسپانیا بود که در یک سال میلادی ۵۱ پیروزی کسب کرد
- رئال مادرید با ۱۲۱ بازی شکست ناپذیری طی ۹ سال بین سال‌های ۱۹۵۶ تا ۱۹۶۵ رکورددار طولانی‌ترین شکست ناپذیری خانگی در لالیگا می‌باشد.

متداول
- بیشترین مدت زمان شکست ناپذیری در لالیگا: ۴۰ بازی پشت سر هم
- بیشترین مدت زمان شکست ناپذیری در لالیگا و در خانه: ۱۲۱ بازی پشت سر هم
- بیشترین تعداد برد: ۲۲ برد پیاپی (تا پایان جام باشگاه‌های جهان ۲۰۱۴)
- بیشترین تعداد برد متوالی در لالیگا: ۱۶ برد متوالی (در سال ۲۰۱۶)

برخی از رکوردهای کلی
- رئال مادرید با ۱۰۴۵ هفته صدرنشینی در لالیگا رکورددار می‌باشد.
- رئال مادرید در فصل ۲۰۱۴/۱۵ با ۲۲ برد پیاپی، رکورددار برد پیاپی در تمام جام‌ها در بین ۵ لیگ معتبر اروپا می‌باشد.
- رئال مادرید با زدن ۱۰۰ گل در هفت فصل پیاپی رکورددار لالیگا و ۵ لیگ معتبر اروپایی می‌باشد.
- رئال مادرید تنها باشگاه اروپایی است که هم همزمان در فوتبال و بسکتبال قهرمان اروپا می‌شود
- رئال مادرید با ۳۰ بازی بدون شکست، رکورددار شکست ناپذیری در مرحله گروهی در کل چمپیونزلیگ می‌باشد.
- رئال مادرید تنها تیمی است که در لیگ قهرمانان اروپا همیشه از گروهش صعود کرده و هیچ‌وقت در دور گروهی حذف نشده است.
- رئال مادرید با گلزنی در ۳۴ بازی پیاپی از سال ۲۰۱۱ تا ۲۰۱۴، در کل چمپیونزلیگ رکورددار می‌باشد.
- رئال مادرید با ۱۴۷۸ گل رکورددار گلزنی در کل رقابت‌های اروپایی می‌باشد.
- رئال مادرید با ۹۴۱ گل رکورددار گلزنی در کل چمپیونزلیگ می‌باشد و بایرن با ۶۴۹ گل در رده بعدی می‌باشد و در فرمت جدید هم با ۵۳۳ گل رکورددار است.
- رئال مادرید با به‌دست آوردن ۶۰۴ امتیاز، رکورددار کسب امتیاز در کل چمپیونزلیگ می‌باش که در فرمت جدید هم رئال با ۳۷۱ امتیاز رکورددار می‌باشد.
- رئال مادرید با ۲۵۴ پیروزی رکورددار پیروزی در کل چمپیونزلیگ می‌باشد که در فرمت جدید هم با ۱۵۱ پیروزی رکورددار است.
- رئال مادرید با ۱۵ بازی بدون شکست در لیگ قهرمانان اروپا، رکورددار شکست ناپذیری پیاپی در تاریخ کل چمپیونزلیگ می‌باشد.
- رئال مادرید با حضور در ۲۳ فینال اروپایی، رکورددار حضور در فینال‌های اروپایی می‌باشد.
- رئال مادرید با ۲۳ حضور پیاپی در لیگ قهرمانان اروپا رکورددار است.
- رئال مادرید تنها تیمی است که در فرمت جدید لیگ قهرمانان اروپا از عنوان خود دفاع کرده است.
- رئال مادرید در سال ۲۰۱۵ و ۲۰۱۶ با ۴۰ بازی نباختن در تمام جامها، رکورددار شکست ناپذیری در تاریخ اسپانیا می‌باشد.
- رئال مادرید رکورددار حضور در کل چمپیونزلیگ با ۵۰ حضور می‌باشد.
- رئال مادرید رکورددار بازی در کل تاریخ چمپیونزلیگ است.
- رئال مارید با کسب ۱۲ جام بین‌المللی در قرن ۲۱ رکورددار می‌باشد.
- رئال مادرید، اولین و تنها تیمی است که سه بار پیاپی قهرمان جام باشگاه‌های جهان شده است.
- رئال مادرید رکورددار نماینده بین بازیکنان برتر سال فیفا با داشتن ۱۱ نماینده در سال ۲۰۱۶ می‌باشد.

#### تعداد حضور
رائول گونزالس دارای رکورد بیشترین تعداد حضور در رئال است. رائول از سال ۱۹۹۴ تا آوریل سال ۲۰۱۰ در ۵۵۰ بازی برای رئال مادرید حضور داشته است. در درون دروازه نیز، ایکر کاسیاس با ۵۰۰ حضور در درون دروازه تیم، رکورددار است. ایکر کاسیاس نیز با ۱۶۰ بازی ملی بین‌المللی پس از سرخیو راموس دارای بیشترین تعداد بازی ملی است.

#### گل‌ها
رکورد بیشترین گل زده نیز در اختیار کریستیانو رونالدو است. وی با زدن ۴۵۱ گل در ۹ فصل حضور خود در رئال، رکورددار است. همچنین ۵ بازیکن دیگر هستند که بیش از ۲۰۰ گل برای رئال به ثمر رساندند. کریم بنزما (۲۰۰۹-)، آلفردو دی‌استفانو (۶۴–۱۹۵۳)، کارلوس سانتیانا (۸۸–۱۹۷۱)، فرانس پوشکاش (۶۶–۱۹۵۸)، هوگو سانچز (۹۲–۱۹۸۵) و رائول گونزالس (۲۰۰۲–۱۹۹۴) افرادی هستند که بیش از ۲۰۰ گل برای این تیم زدند. همچنین سانچز با زدن ۳۸ گل در لیگ سال ۹۰–۱۹۸۹، تا سال ۲۰۱۰، دارای بیشترین تعداد گل زده در یک فصل و در مسابقات لیگ بود که کریستیانو رونالدو با زدن ۴۰ گل در یک فصل، رکورد وی را شکست و رکورد بیشترین گل زده در یک فصل لالیگا را به نام خود ثبت کرد. همچنین ۴۹ گل زده دی استفانو در ۵۸ بازی اروپایی، تا چند دهه بیشترین تعداد گل زده در رقابت‌های اروپایی بود که آن را ابتدا رائول در سال ۲۰۰۵ شکست و سپس در سال ۲۰۱۱، رونالدو با زدن ۵۳ گل در در ۵۴ مسابقه، مجدداً این رکورد را شکست و رکورد جدیدی بنام خود ثبت کرد. سریع‌ترین گل تاریخ باشگاه را نیز رونالدو برزیلی در دسامبر ۲۰۰۳ و بازی برابر اتلتیکو مادرید و در ثانیه ۱۵ به ثمر رساند.

#### آمار لیگ
از زمانیکه آمارها به‌طور دقیق محاسبه می‌شوند، رکورد بیشترین حضور تماشاگر، مربوط به یک بازی جام حذفی در سال ۲۰۰۶ است که ۸۳٬۳۲۹ هوادار در ورزشگاه در حالی حضور داشتند که گنجایش سانتیاگو برنابئو، حدود ۳ هزار نفر کمتر از آن بود. میانگین تعداد تماشاچیان تیم نیز در فصل ۰۸–۲۰۰۷ به ۷۶٬۲۳۴ نفر رسید که در کل لیگ‌های اروپایی در آن فصل، یک رکورد بود. رئالی‌ها همچنین با کسب ۳۵ عنوان قهرمانی رکوردار تعداد قهرمانی در لیگ اسپانیا هستند. همچنین آن‌ها دو بار و در سال‌های ۱۹۶۰ تا ۱۹۶۵ و ۱۹۸۵ تا ۱۹۹۰ ۵ بار متوالی قهرمان لیگ اسپانیا شدند که در این مورد نیز رکوردار هستند. همچنین اعضای این تیم از ۱۷ فوریه ۱۹۵۷ تا ۷ مارس ۱۹۶۵، در ۱۲۱ بازی رسمی در خانه شکست نخوردند که در جهان یک رکورد است.
رئال مادرید یک بار در فصل ۱۹۳۱–۳۲ نیز موفق قهرمانی بدون شکست در لیگ شده است.

#### آمار اروپایی
رئالی‌ها همچنین با ۱۵ قهرمانی در لیگ قهرمانان اروپا و با ۲۳ بار حضور در مرحله نیمه نهایی این رقابت‌ها، رکوردار هستند. رونالدو نیز با ۱۰۱ گل زده در بازی، دارای بیشترین گل زده در تاریخ این رقابت‌هاست که همگی آن‌ها را با لباس رئال به ثمر رسانده است. رئالی‌ها همچنین دارای رکورد ۱۵ حضور متوالی در رقابت‌های جام اروپایی هستند که از ۱۹۵۶ آغاز شد و تا ۱۹۷۰ ادامه داشت.

## خرید و فروش بازیکن

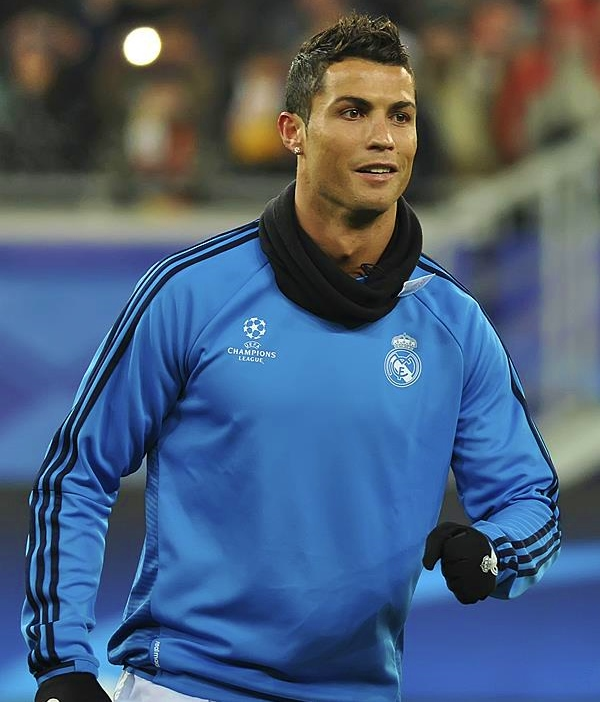
کریستیانو رونالدو وقتی از منچستر یونایتد به رئال مادرید پیوست، گران‌قیمت‌ترین بازیکن تاریخ فوتبال بود.

در ژوئن ۲۰۰۹ باشگاه رکورد گران‌قیمت‌ترین خرید تاریخ فوتبال که در اختیار خودش بود را شکست. آن‌ها با پرداخت ۹۶ میلیون یورو (۱۳۱٫۵ میلیون دلار معادل ۸۰ میلیون پوند) به باشگاه منچستر یونایتد، کریستیانو رونالدو را خریدند. رکورد قبلی که ۷۶ میلیون یورو (بیش از ۱۰۰ میلیون دلار-۴۸٫۵ میلیون پوند) بود، برای خرید زین الدین زیدان از تیم یوونتوس و در سال ۲۰۰۱ پرداخت شده بود که تا قبل از خرید کاکا (بازیکن فوتبال)، گران‌قیمت‌ترین خرید تاریخ فوتبال بود. البته خرید کاکا از آ.ث. میلان نیز تنها چند روز در صدر گران‌قیمت‌ترین خریدها بود چراکه چند روز بعد، کریستیانو به رئال پیوست و رکود کاکا را شکست. رکورد گران‌قیمت‌ترین فروش باشگاه نیز با فروش کریستیانو رونالدو به باشگاه فوتبال یوونتوس در سال ۲۰۱۸ شکسته شد که در این انتقال کریستیانو رونالدو با رقم ۱۰۵ میلیون یورو به فروش رسید. دیگر رکوردهای فروش به این شرح است که در دسامبر ۲۰۰۸ روبینیو با ۴۷ میلیون یورو (۳۲٫۵ میلیون پوند) به تیم منچستر سیتی و در اوت ۲۰۱۳ مسعود اوزیل با ۴۹ میلیون یورو به آرسنال پیوستند. بعد از کریستیانو رونالدو در تابستان ۲۰۱۳ گرت بیل را از تاتنهام به ارزش ۹۱ میلیون یورو خریداری کردند.

### نقل و انتقالات دیگر
با وجود اختلافات شدید دو تیم رئال مادرید و بارسلونا، نقل و انتقالات زیادی بین دو تیم انجام شده است. اما بازیکنانی که به‌طور مستقیم از تیم خود به حریف رفته‌اند، همیشه مورد غضب هواداران قرار گرفتند. شاید بهترین مثال آن، مربوط به فیگو باشد. بازیکن پرتغالی، در سال ۲۰۰۰ با رد پیشنهاد تیمش، به تیم رقیب، یعنی سفیدهای مادرید رفت. این حرکت فیگو، خشم بی پایان هواداران بارسا را به همراه داشت و فیگو همیشه در نیوکمپ مورد حمله هواداران بارسا قرار می‌گرفت. طوری‌که وقتی برای اولین بار با لباس رئال به ورزشگاه بارسلونا پا گذاشت، هواداران خشمگین بارسا، سر یک خوک را به سوی وی انداختند.
در مجموع نیز ۲۱ بازیکن که سابقه بازی در بارسا را داشتند به رئال آمدند و در نقطه مقابل، ۱۲ بازیکن سابق رئال، لباس بارسا را به تن کردند.

### گران‌قیمت‌ترین خریدها
|    | بازیکن            | از             | هزینه نقل و انتقال به (پوند) | هزینه نقل و انتقال به (یورو) | تاریخ        | منبع    |
| -- | ----------------- | -------------- | ---------------------------- | ---------------------------- | ------------ | ------- |
| ۱  | گرت بیل           | تاتنهام        | £۸۶                          | €۱۰۰                         | سپتامبر ۲۰۱۳ | [ ۱۳۱ ] |
| ۲  | ادن آزار          | چلسی           | £۸۹                          | €۱۰۰                         | ژوئن ۲۰۱۹    | [ ۱۳۲ ] |
| ۳  | کریستیانو رونالدو | منچستر یونایتد | £۸۰                          | €۹۴                          | ژوئن ۲۰۰۹    | [ ۱۳۳ ] |
| ۴  | زین‌الدین زیدان    | یوونتوس        | £۴۶٫۶                        | €۷۷٫۵                        | ژوئیه ۲۰۰۱   | [ ۱۳۴ ] |
| ۵  | خامس رودریگز      | موناکو         | £۶۳                          | €۷۶                          | ژوئیه ۲۰۱۴   | [ ۱۳۵ ] |
| ۶  | کاکا              | آ. ث میلان     | £۵۶                          | €۶۷                          | ژوئن ۲۰۰۹    | [ ۱۳۶ ] |
| ۷  | لوئیس فیگو        | بارسلونا       | £۳۷                          | €۶۲                          | ژوئیه ۲۰۰۰   | [ ۱۳۷ ] |
| ۸  | رونالدو           | اینتر میلان    | £۴۲٫۵                        | €۵۰                          | اوت ۲۰۰۲     | [ ۱۳۸ ] |
| ۹  | وینیسیوس جونیور   | فلامینگو       | £۴۰٫۶                        | €۴۶                          | ژوئن ۲۰۱۷    | [ ۱۳۹ ] |
| ۱۰ | رودریگو گوس       | سانتوس         | £۳۹٫۶                        | €۴۵                          | ژوئن ۲۰۱۸    |         |

### گران‌قیمت‌ترین فروش‌ها
|    | بازیکن            | به              | هزینه نقل و انتقال به (پوند) | هزینه نقل و انتقال به (یورو) | تاریخ        | منبع    |
| -- | ----------------- | --------------- | ---------------------------- | ---------------------------- | ------------ | ------- |
| ۱  | کریستیانو رونالدو | یوونتوس         | £۸۸٫۵                        | €۱۰۰                         | ژوئیه ۲۰۱۸   |         |
| ۲  | آنخل دی ماریا     | منچستر یونایتد  | £۵۹٫۷                        | €۷۵٫۶                        | اوت ۲۰۱۴     | [ ۱۴۰ ] |
| ۳  | آلوارو موراتا     | چلسی            | £۵۸                          | €۶۵٫۵                        | ژوئیه ۲۰۱۷   | [ ۱۴۱ ] |
| ۴  | مسعود اوزیل       | آرسنال          | £۴۲٫۵                        | €۵۰                          | سپتامبر ۲۰۱۳ | [ ۱۴۲ ] |
| ۵  | روبینیو           | منچستر سیتی     | £۳۲٫۵                        | €۴۲                          | سپتامبر ۲۰۰۸ | [ ۱۴۳ ] |
| ۶  | گونسالو ایگواین   | ناپولی          | £۳۴٫۵                        | €۴۰                          | ژوئیه ۲۰۱۳   | [ ۱۴۴ ] |
| ۷  | نیکولا آنلکا      | پاری سن ژرمن    | £۲۲٫۳                        | €۳۴٫۵                        | ژوئیه ۲۰۰۰   | [ ۱۴۵ ] |
| ۸  | دانیلو            | منچستر سیتی     | £۲۶٫۵                        | €۳۱٫۵                        | ژوئیه ۲۰۱۷   | [ ۱۴۶ ] |
| ۹  | مایکل اوون        | نیوکاسل یونایتد | £۱۶٫۸                        | €۲۵٫۵                        | سپتامبر ۲۰۰۵ | [ ۱۴۷ ] |
| ۱۰ | خسه رودریگز       | پاری سن ژرمن    | £۲۲٫۱                        | €۲۵                          | اوت ۲۰۱۶     | [ ۱۴۸ ] |

## افتخارات
در مجموع، رئال مادرید با کسب ۱۳۳ جام، موفق‌ترین تیم در تاریخ اسپانیا و پنج لیگ معتبر اروپا است. رئال مادرید همچنین با کسب ۳۰ جام بین‌المللی، پرافتخارترین تیم جهان و با ۱۵ قهرمانی در لیگ قهرمانان اروپا در ردهٔ اول پرافتخارترین تیم‌های اروپا قرار دارد و در جهان نیز در رده چهارم قرار دارد. رئال مادرید همچنین با کسب ۳۶ جام، پرافتخارترین تیم لا لیگا محسوب می‌شود. در ۲۳ دسامبر ۲۰۰۰ نیز باشگاه از طرف فیفا، به‌عنوان موفق‌ترین تیم سدهٔ بیستم انتخاب شد. آن‌ها همچنین نشان لیاقت و شایستگی را از فیفا دریافت کرده‌اند. به علاوه، آن‌ها برای بازی در لیگ قهرمانان اروپا، لباس‌های ویژه‌ای می‌پوشند که مخصوص تیم‌هاییست که دارای بیش از ۵ عنوان قهرمانی در این رقابت‌ها هستند.
|         | رقابت                  | عنوان‌ها | فصل‌ها |
| ------- | ---------------------- | ------- | --- |
| داخلی   | لا لیگا                | ۳۶      | ۳۲–۱۹۳۱، ۳۳–۱۹۳۲، ۵۴–۱۹۵۳، ۵۵–۱۹۵۴، ۵۷–۱۹۵۶، ۵۸–۱۹۵۷، ۶۱–۱۹۶۰، ۶۲–۱۹۶۱، ۶۳–۱۹۶۲، ۶۴–۱۹۶۳، ۶۵–۱۹۶۴، ۶۷–۱۹۶۶، ۶۸–۱۹۶۷، ۶۹–۱۹۶۸، ۷۲–۱۹۷۱، ۷۵–۱۹۷۴، ۷۶–۱۹۷۵، ۷۸–۱۹۷۷، ۷۹–۱۹۷۸، ۸۰–۱۹۷۹، ۸۶–۱۹۸۵، ۸۷–۱۹۸۶، ۸۸–۱۹۸۷، ۸۹–۱۹۸۸، ۹۰–۱۹۸۹، ۹۵–۱۹۹۴، ۹۷–۱۹۹۶، ۰۱–۲۰۰۰، ۰۳–۲۰۰۲، ۰۷–۲۰۰۶، ۰۸–۲۰۰۷، ۱۲–۲۰۱۱، ۱۷–۲۰۱۶، ۲۰–۲۰۱۹، ۲۲–۲۰۲۱، ۲۴–۲۰۲۳ |
| داخلی   | کوپا دل ری             | ۲۰      | ۱۹۰۵، ۱۹۰۶، ۱۹۰۷، ۱۹۰۸، ۱۹۱۷، ۱۹۳۴، ۱۹۳۶، ۱۹۴۶، ۱۹۴۷، ۶۲–۱۹۶۱، ۷۰–۱۹۶۹، ۷۴–۱۹۷۳، ۷۵–۱۹۷۴، ۸۰–۱۹۷۹، ۸۲–۱۹۸۱، ۸۹–۱۹۸۸، ۹۳–۱۹۹۲، ۱۱–۲۰۱۰، ۱۴–۲۰۱۳، ۲۳–۲۰۲۲ |
| داخلی   | کوپا دی لا لیگا        | ۱       | ۱۹۸۵ |
| داخلی   | سوپر جام اسپانیا       | ۱۳      | ۱۹۸۸، ۱۹۸۹، ۱۹۹۰، ۱۹۹۳، ۱۹۹۷، ۲۰۰۱، ۲۰۰۳، ۲۰۰۸، ۲۰۱۲، ۲۰۱۷، ۲۰۲۰، ۲۰۲۲، ۲۰۲۴ |
| داخلی   | کوپا اوا دیورته        | ۱       | ۱۹۴۷ |
| قاره‌ای  | لیگ قهرمانان اروپا     | ۱۵      | ۵۶–۱۹۵۵، ۵۷–۱۹۵۶، ۵۸–۱۹۵۷، ۵۹–۱۹۵۸، ۶۰–۱۹۵۹، ۶۶–۱۹۶۵، ۹۸–۱۹۹۷، ۲۰۰۰–۱۹۹۹، ۰۲–۲۰۰۱، ۱۴–۲۰۱۳، ۱۶–۲۰۱۵، ۱۷–۲۰۱۶، ۱۸–۲۰۱۷، ۲۲–۲۰۲۱، ۲۴–۲۰۲۳ |
| قاره‌ای  | لیگ اروپا              | ۲       | ۸۵–۱۹۸۴، ۸۶–۱۹۸۵ |
| قاره‌ای  | سوپر جام اروپا         | ۶       | ۲۰۰۲، ۲۰۱۴، ۲۰۱۶، ۲۰۱۷، ۲۰۲۲، ۲۰۲۴ |
| قاره‌ای  | جام لاتین              | ۲م      | ۱۹۵۵، ۱۹۵۷ |
| جهانی   | جام جهانی باشگاه‌ها     | ۵       | ۲۰۱۴، ۲۰۱۶، ۲۰۱۷، ۲۰۱۸، ۲۰۲۲ |
| جهانی   | جام بین قاره‌ای         | ۴       | ۱۹۶۰، ۱۹۹۸، ۲۰۰۲، ۲۰۲۴ |
| جهانی   | کوپا ایبروامریکانا     | ۱       | ۱۹۹۴ |
| منطقه‌ای | مرکز منطقه‌ای کمپئوناتو | ۲۳      | ۱۹۰۳، ۰۵–۱۹۰۴، ۰۶–۱۹۰۵، ۰۷–۱۹۰۶، ۰۸–۱۹۰۷، ۱۳–۱۹۱۲، ۱۶–۱۹۱۵، ۱۷–۱۹۱۶، ۱۸–۱۹۱۷، ۲۰–۱۹۱۹، ۲۲–۱۹۲۱، ۲۳–۱۹۲۲، ۲۴–۱۹۲۳، ۲۶–۱۹۲۵، ۲۷–۱۹۲۶، ۲۹–۱۹۲۸، ۳۰–۱۹۲۹، ۳۱–۱۹۳۰، ۳۲–۱۹۳۱، ۳۳–۱۹۳۲، ۳۴–۱۹۳۳، ۳۵–۱۹۳۴، ۳۶–۱۹۳۵ |
| منطقه‌ای | کوپا فدراسیون مرکزی    | ۴م      | ۱۹۲۳، ۱۹۲۸، ۱۹۴۳، ۱۹۴۵ |

- رکورد
- م رکورد مشترک

#### نگارخانه

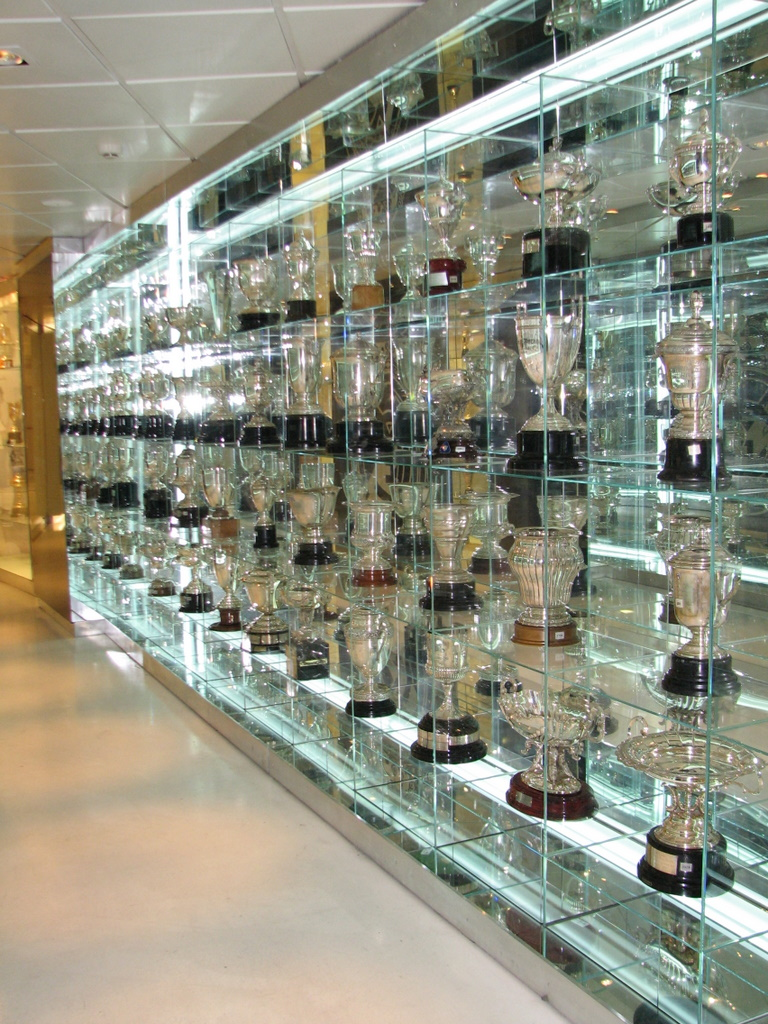
نمایی از جام‌های کسب شده باشگاه
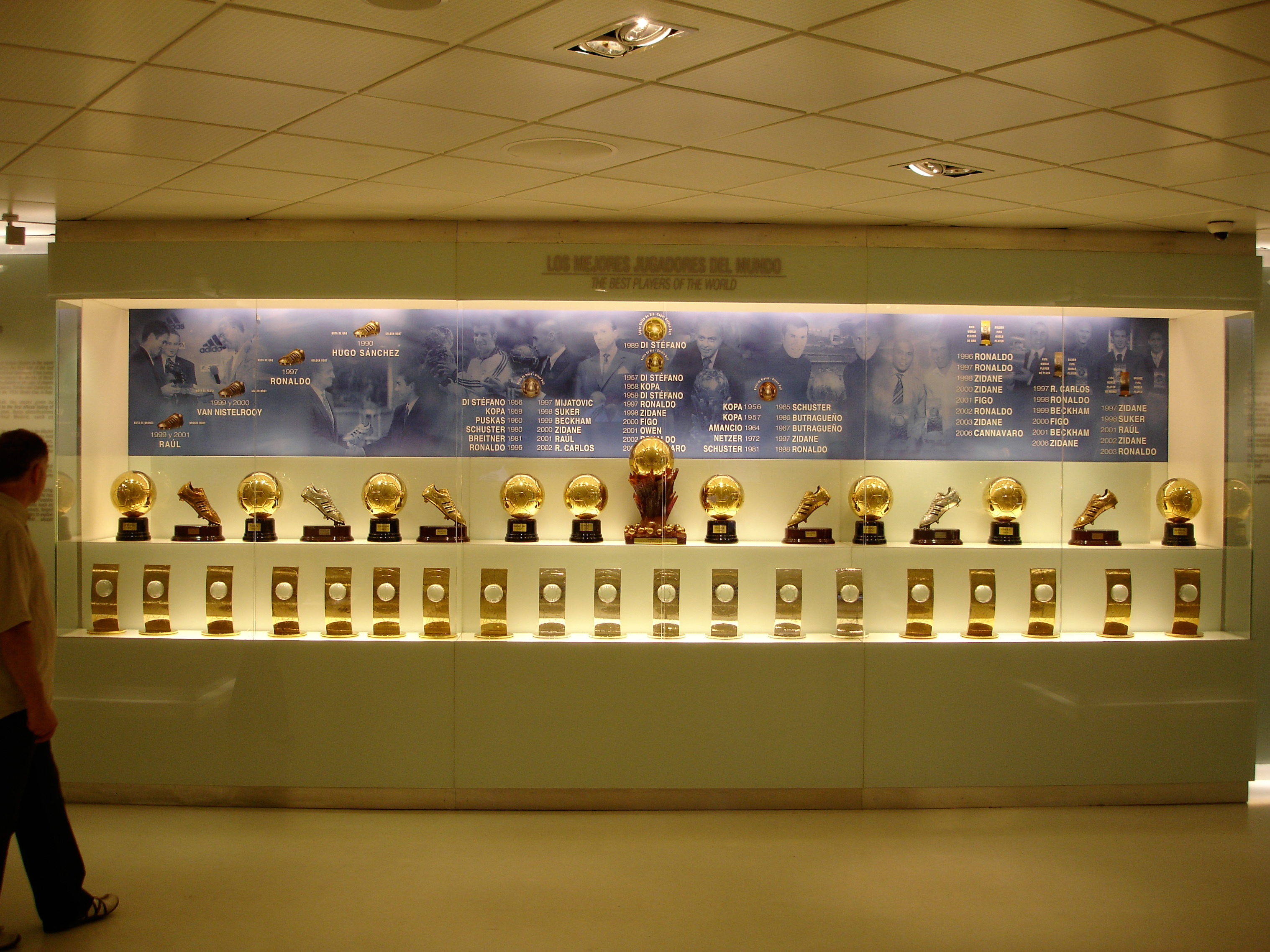
نمونه‌هایی از افتخارات کسب شده در موزه باشگاه
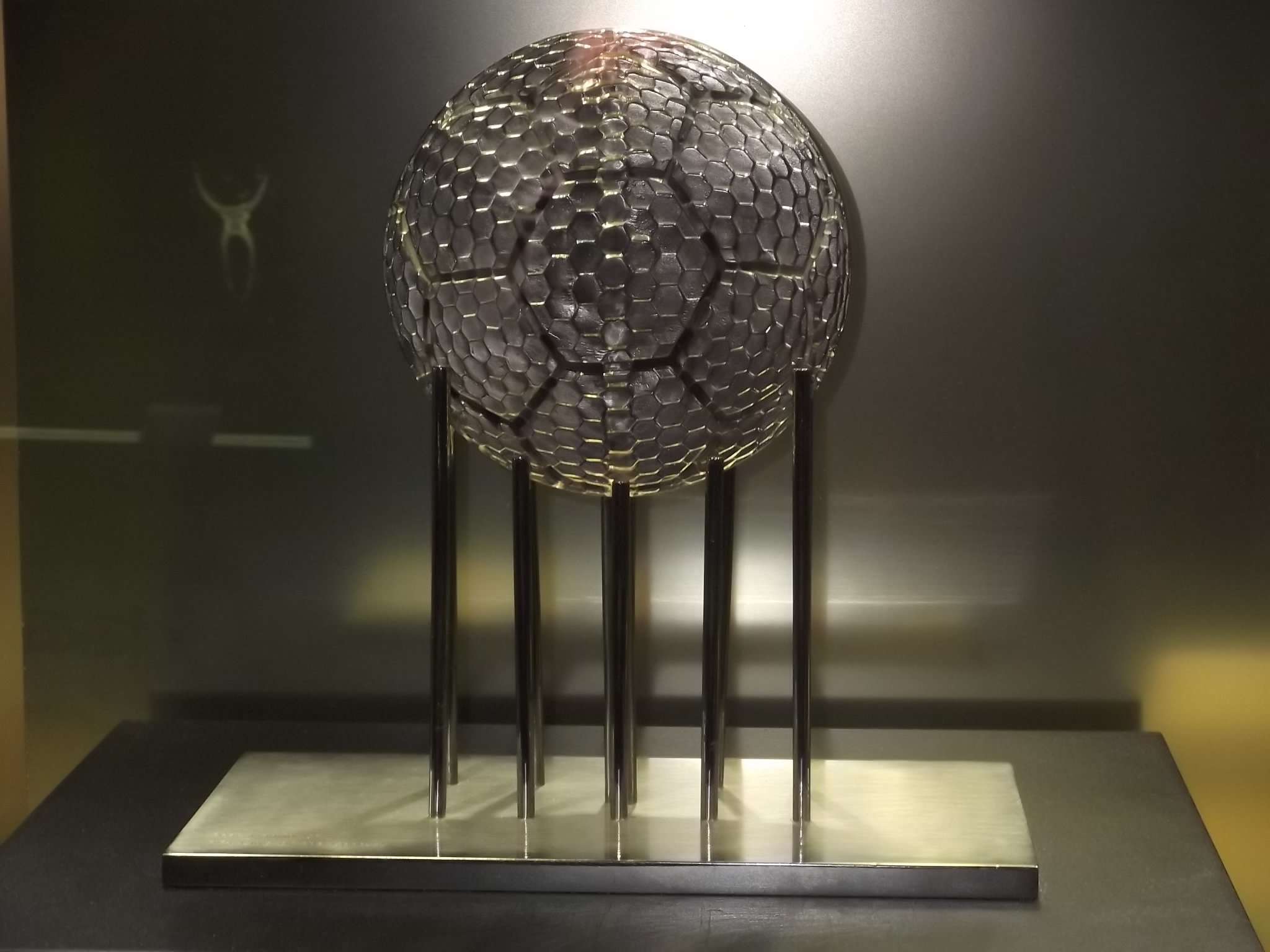
تندیس بهترین باشگاه قرن
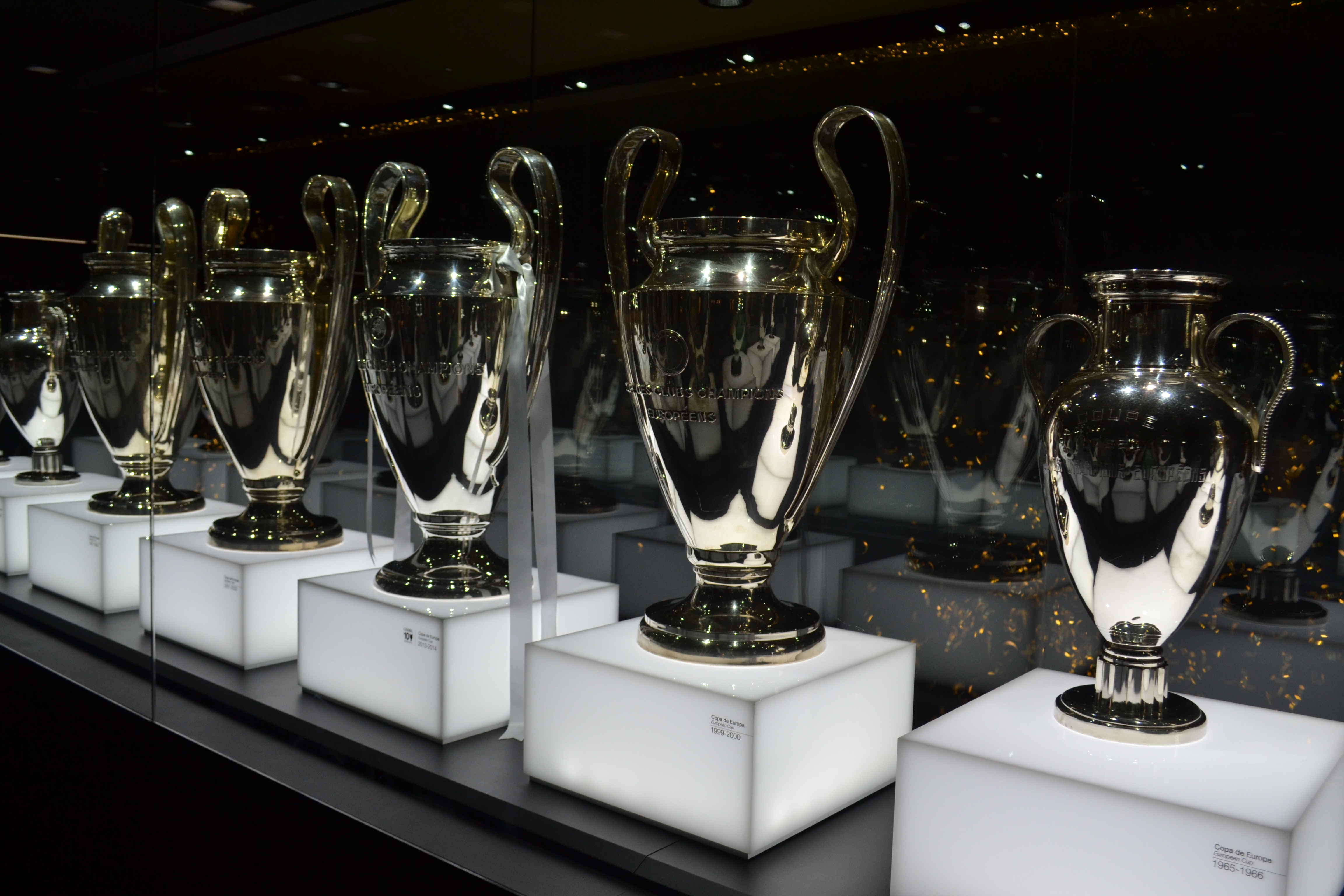
جام‌های لیگ قهرمانان اروپا

## رقابت‌های تاریخی

### ال کلاسیکو
در اکثر لیگ‌های جهان، بین دو تیم رقابتی شدید وجود دارد که بازی اول لیگ محسوب می‌شود. در مورد اسپانیا، این بازی، بازی رئال مادرید با بارسلونا است. بازی که با نام «ال کلاسیکو» در سطح جهان شناخته می‌شود.
نتیجه رقابت‌ها
۲ مارس ۲۰۱۹
|                    | بازی | برد      | برد | مساوی |
| رئال مادرید        | بازی | بارسلونا |     | مساوی |
| ------------------ | ---- | -------- | --- | ----- |
| لا لیگا            | ۱۸۲  | ۷۵       | ۷۲  | ۳۵    |
| کوپا دل ری         | ۳۵   | ۱۲       | ۱۵  | ۸     |
| کوپا دی لالیگا     | ۶    | ۰        | ۲   | ۴     |
| سوپر جام اسپانیا   | ۱۴   | ۸        | ۴   | ۲     |
| لیگ قهرمانان اروپا | ۸    | ۳        | ۲   | ۳     |
| جمع مسابقات        | ۲۴۶  | ۹۸       | ۹۵  | ۵۱    |

### شهرآورد مادرید
شهرآورد مادرید میان دو تیم پرطرفدار مادرید در اسپانیا، باشگاه فوتبال رئال مادرید و اتلتیکو مادرید انجام می‌گیرد.

#### نتایج
در مجموع، از ۲۱۸ مسابقه‌ای که تاکنون بین دو تیم برگزار شده است، رئالی‌ها به ۹۰ برد، ۸۶ شکست و ۴۶ تساوی دست پیدا کرده‌اند.
پرگل‌ترین ال کلاسیکو مربوط به برد ۱۱–۱ رئال مادرید مقابل بارسلونا در ۱۳ ژوئن سال ۱۹۴۳ در جام حذفی ملقب به کوپا دل ری است.

##### رقابت‌های داخلی اسپانیا
اولین بازی دو تیم در لیگ، در فوریه ۱۹۲۹ برگزار شد جاییکه رئال موفق شد ۲–۱ حریف خود را شکست دهد. آخرین دیدار دو تیم نیز در سال ۲۰۱۹ و در رقابت‌های لا لیگا اسپانیا برگزار شد که با نتیجه ۰_۲ به سود رئال مادرید درسانتیاگو برنابئو به پایان رسید.
در مجموع، از ۱۶۲ مسابقه بین دو تیم در لیگ برگزار شده که رئالی‌ها به ۶۸ برد، ۶۸ شکست و ۳۱ تساوی دست پیدا کرده‌اند. همچنین تاکنون رئالی‌ها ۲۶۳ گل به حریف زدند و ۲۷۲ گل دریافت کردند.

##### رقابت اروپایی
در اوایل دهه ۶۰ بود که دو تیم دو بار با هم در رقابت‌های اروپایی رقابت کردند که آن برای اولین بار بود. دو تیم در مرحله نیمه‌نهایی به هم برخورد کردند که مادریدی‌ها در مجموع ۶–۲ تیم حریف را شکست دادند و به فینال رسیدند. اما سال بعد که در مرحله مقدماتی دو تیم به هم خوردند، در مجموع دو بازی رفت‌وبرگشت، این بارسلونایی‌ها بودند که ۴–۳ حریف را شکست دادند. یکی از مهم‌ترین رقابت اروپایی دو تیم نیز در فصل ۰۲–۲۰۰۱ رقم خورد جاییکه رسانه‌های اسپانیا آن را بازی قرن نامگذاری کردند و بیش از ۵۰۰ میلیون نفر آن را مشاهده کردند. این بازی بازهم در مرحل نیمه‌نهایی برگزار می‌شد و رئالی‌ها در مجموع، ۳–۱ حریف خود را شکست دادند.
آخرین دیدار اروپایی دو تیم به فصل ۲۰۱۰–۲۰۱۱ برمی‌گردد که در بازی رفت بارسلونا در سانتیاگو برنابئو با نتیجه ۲–۰ به پیروزی رسید و بازی برگشت در نیوکمپ ۱–۱ مساوی شد. به این ترتیب بارسا با حذف رئال راهی فینال لیگ قهرمانان اروپا شد.
در مجموع، ۲ تیم ۸ بار در لیگ‌های اروپایی با هم پیکار کرده‌اند که سهم رئالی مادرید ۳ برد، ۲ شکست و ۳ تساوی بوده است. همچنین تاکنون رئالی‌ها ۱۳ گل به حریف زدند و ۱۰ گل دریافت کردند.
رئال مادرید در فصل ۲۰۱۲ در لیگ قهرمانان اروپا در مرحله نیمه نهایی در مقابل تیم دورتموند شکست خورد و از راه‌یابی به فینال بازماند.

### شهرآورد مادرید
دیگر باشگاه بزرگ شهر مادرید، اتلتیکو مادرید است. این باشگاه توسط ۳ جوان باسکی و در سال ۱۹۰۳ به وجود آمد. آن‌ها خود را زیرشاخه تیم اتلتیک بیلبائو می‌دانستند و جز مخالفان رئال مادرید بودند.

#### دلایل اختلاف

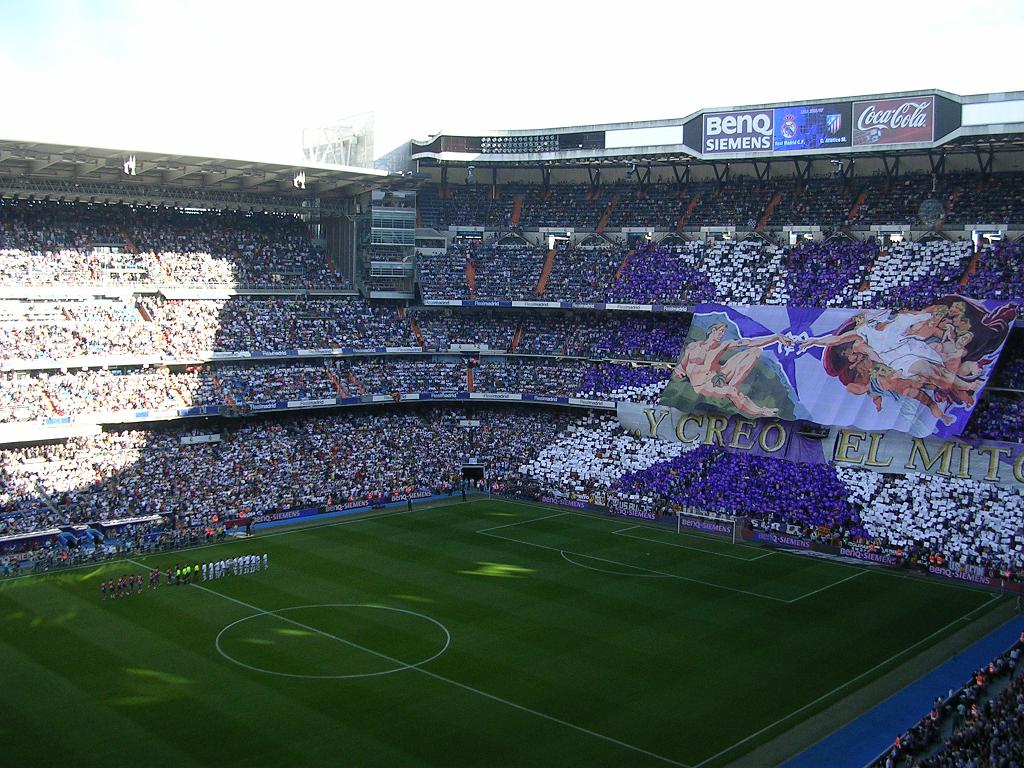
هوادارن رئال در حال تشویق تیم محبوب خود در دربی مادرید

اتلتیکویی‌ها از نظر عنوان، بسیار ضعیف تر از رقیب خود هستند اما دلایل زیادی برای رقابت و دشمنی دو تیم وجود دارد که یکی از آنها، ژنرال فرانکوست. در واقع رئالی‌ها در اکثر دوران تاریخ اسپانیا، تیم مقبول پادشاهان بوده‌اند-بدون اینکه خود باشگاه به حمایت از حکومت بپردازد-درحالی‌که اتلتیکویی‌ها، تیمی از مخالفان و شورشی‌ها بودند. در اوایل دوره فرانکو، این اتلتیکویی‌ها بودند که تیم محبوب بودند که در نیروی هوایی حضور داشتند اما سرانجام فرانکو به سمت رئال رفت و اختلافات دو تیم زیاد شد. حتی مکان ورزشگاه‌های دو تیم نیز، تفاوتشان را نشان می‌دهد. برنابئو در منطقه اشرافی شهر و در کنار بانکها و مراکز تجاری مهم شهر است درحالی‌که ویسنته کالدرون در جنوب شهر قرار دارد. طرفداران رئال نیز بسیار بیشتر از تیم حریف هستند.

#### نتایج
دو تیم اولین دیدار خود را در ۲۱ فوریه ۱۹۲۹ در مقابل هم برگزار کردند که با برتری ۲–۱ رئال مادرید به پایان رسید. این بازی در ورزشگاه چارمتین برگزار شده بود. در سال ۱۹۵۹ نیز دو تیم اولین دیدار اروپایی خود را در مرحله نیمه نهایی جام اروپایی برگزار کردند که رئالی‌ها بازی اول را در زمین خود با نتیجه ۲–۱ بردند اما در بازی دوم اتلتیکویی‌ها با یک گل پیروز شدند تا بازی سوم برگزار شود که رئالی‌ها بازهم ۲–۱ بازی را با برد پشت سر گذاشتند و به فینال رسیدند. البته اتلتیکویی‌ها در جام حذفی اسپانیا، دو بار متوالی و در دو فینال در سال‌های ۱۹۶۰ و ۱۹۶۱ موفق شدند رئال را شکست دهند و انتقام گرفتند.
در بین سال‌های ۱۹۶۱ تا ۱۹۸۹ که لالیگا زیرسلطه رئالی‌ها قرار داشت، تنها همین اتلتیکو بود که توان مقابله با این تیم را داشت و توانست ۴ جام در سال‌های ۱۹۶۶، ۱۹۷۰، ۱۹۷۳ و ۱۹۷۷ کسب کنند. در سال ۱۹۶۵ اتلتیکویی‌ها به نخستین تیمی تبدیل شدند که طی ۸ سال گذشته، رئال را در زمین خانگی توانستند شکست دهند. در طی سال‌های گذشته نیز رقابت دو تیم کاملاً یک طرفه بوده است. از فصل ۰۳–۲۰۰۲ به بعد که رئال موفق شد با ۴ گل حریف را شکست دهد، تا به الان، ۱۸ بازیست که هنوز اتلتیکو موفق به شکست رئال نشده. آخرین بازی دو تیم نیز با برتری ۴–۱ رئال مادریدو هت تریک کریستیانو رونالدو همراه بود.
در مجموع نیز رئال موفق به کسب ۸۰ پیروزی، ۳۱ تساوی ۳۵ شکست از بازی با اتلتیکو شده است. آن‌ها همچنین ۲۶۹ گل زدند درحالی‌که ۱۹۷ گل دریافت کردند.

### رقابت‌های اروپایی

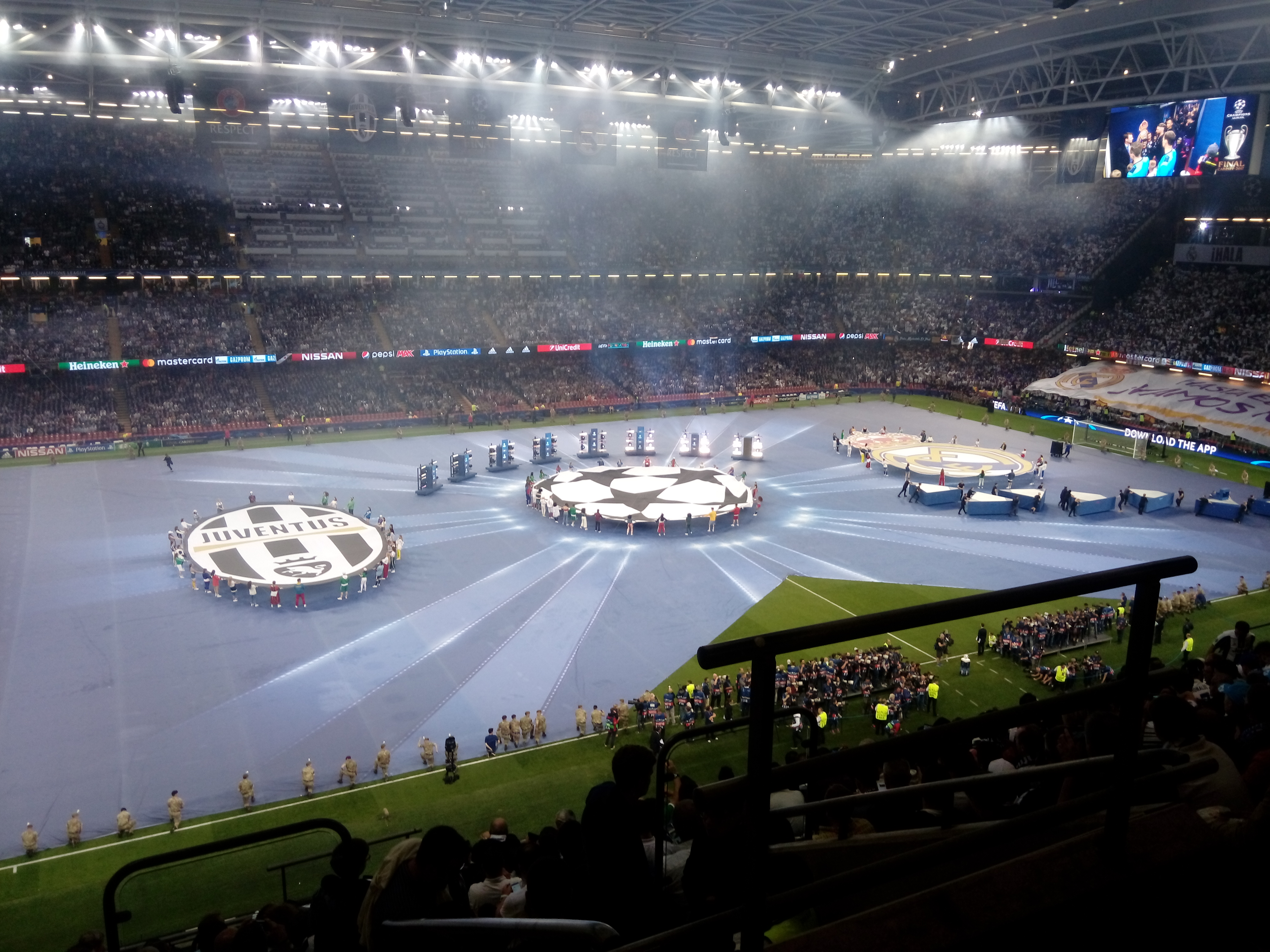
فینال لیگ قهرمانان اروپا ۲۰۱۷ رئال مادرید - یوونتوس

رئال مادرید و بایرن مونیخ از موفق‌ترین باشگاه‌های لیگ قهرمانان اروپا هستند. رئال ۱۳ بار و بایرن شش بار فاتح معتبرترین جام اروپا شده‌اند. این دو تیم تا به حال در ۲۶ مسابقه (۱۲ برد برای مادرید، ۱۱ برد برای بایرن و ۳ تساوی) اغلب در لیگ قهرمانان و جام اروپا در مقابل هم قرار گرفتند. یکی دیگر از تیم‌هایی که اغلب در جام اروپا و لیگ قهرمانان اروپا مقابل رئال مادرید قرار می‌گیرد، یوونتوس موفق‌ترین باشگاه ایتالیایی است. آن‌ها در ۲۱ مسابقه مقابل هم بازی کردند و یک رکورد تقریباً کاملاً متعادل (۹ برد برای یوونتوس، ۱۰ برد برای رئال مادرید و ۲ تساوی) کار این دو تیم بوده است.

## فرهنگ متداول

### سینما
گل ۱ و گل ۲: زندگی در رؤیا، دو فیلم معتبر سینما بوده است که با حمایت یوفا با حضور ستارگان فوتبال جهان ساخته شد.

### تلویزیون رئال مادرید
رئال مادرید تی‌وی یا همان تلویزیون رئال مادرید (به انگلیسی: Realmadrid TV) یک شبکه تلویزیونی دیجیتالی است که توسط رئال مادرید راه‌اندازی شده است. این شبکه در دو زبان انگلیسی و اسپانیایی برنامه پخش می‌کند. این شبکه تلویزیونی در والده بباس (مادرید)، مرکز تمرینات رئال مادرید واقع شده است.
تلویزیون رئال مادرید تا تاریخ ۵ اوت ۲۰۱۰ در انگلستان قابل دسترسی بود که از این تاریخ به بعد از اسکای دیجیتال شبکه ۴۴۶ حذف شد.
تلویزیون رئال مادرید، مصاحبه‌های اختصاصی با بازیکنان و دیگر عوامل رئال مادرید، بازی‌های لالیگا، بازی‌های مستقیم و بازی‌های قدیمی باشگاه به اضافه خبر فوتبال و دیگر برنامه‌ها را برای هواداران رئال مادرید پخش می‌کند. ایستگاه شبکه هم چنین تمامی بازی‌های پیش فصل دوستانه تیم را پخش می‌کند.

### هالا مادرید
باشگاه رئال مادرید یک مجله برای اعضای باشگاه، بازیکنان و دارندگان کارت اعتباری مادریدیستا منتشر می‌کند. عبارت هالا مادرید، یعنی «زنده باد رئال مادرید» یا «زنده باد مادرید»، نیز عنوان سرود رسمی باشگاه است که اغلب توسط مادریدیستاها (طرفداران باشگاه) خوانده می‌شود. این مجله شامل گزارش‌های مربوط به مسابقات باشگاه در ماه گذشته و همچنین اطلاعات مربوط به تیم‌های ذخیره و جوانان و آکادمی باشگاه است.

## بازیکنان
تیم‌های اسپانیایی به سه بازیکن بدون تابعیت اتحادیه اروپا محدود می‌شوند. فهرست تیم فقط شامل ملیت اصلی هر بازیکن است. چندین بازیکن غیراروپایی در تیم دارای تابعیت دوگانه در یک کشور اتحادیه اروپا هستند. همچنین، بازیکنان کشورهای ACP در آفریقا، دریای کارائیب و اقیانوس آرام که امضاکنندگان توافق کوتونو هستند، به‌دلیل حکم کلپاک جزو سهمیه‌های غیر اتحادیه اروپا محسوب نمی‌شوند.

### بازیکنان فعلی
تا تاریخ ۱ نوامبر ۲۰۲۴| شماره |          | پست       | بازیکن            |
| ----- | -------- | --------- | ----------------- |
| ۱     | بلژیک    | دروازه‌بان | تیبو کورتوا       |
| ۲     | اسپانیا  | مدافع     | دنی کارواخال      |
| ۳     | برزیل    | مدافع     | ادر میلیتائو      |
| ۴     | اتریش    | مدافع     | داوید آلابا       |
| ۵     | انگلستان | هافبک     | جود بلینگام       |
| ۶     | فرانسه   | هافبک     | ادواردو کاماوینگا |
| ۷     | برزیل    | مهاجم     | وینیسیوس جونیور   |
| ۸     | اروگوئه  | هافبک     | فدریکو والورده    |
| ۹     | فرانسه   | مهاجم     | کیلیان امباپه     |
| ۱۰    | کرواسی   | هافبک     | لوکا مودریچ       |
| ۱۱    | برزیل    | مهاجم     | رودریگو           |
| ۱۳    | اوکراین  | دروازه‌بان | آندری لونین       |

| شماره |         | پست   | بازیکن         |
| ----- | ------- | ----- | -------------- |
| ۱۴    | فرانسه  | هافبک | اورلین شوامنی  |
| ۱۵    | ترکیه   | مهاجم | آردا گولر      |
| ۱۶    | برزیل   | مهاجم | اندریک         |
| ۱۷    | اسپانیا | مدافع | لوکاس واسکز    |
| ۱۸    | اسپانیا | مدافع | خسوس وایخو     |
| ۱۹    | اسپانیا | هافبک | دنی سبایوس     |
| ۲۰    | اسپانیا | مدافع | فرن گارسیا     |
| ۲۱    | اسپانیا | مهاجم | براهیم دیاز    |
| ۲۲    | آلمان   | مدافع | آنتونیو رودیگر |
| ۲۳    | فرانسه  | مدافع | فرلان مندی     |
| ۳۵    | اسپانیا | مدافع | رائول آسنسیو   |

### بازیکنان رزرو
| شماره |         | پست       | بازیکن           |
| ----- | ------- | --------- | ---------------- |
| ۲۶    | اسپانیا | دروازه‌بان | دیگو پینیرو      |
| ۳۰    | اسپانیا | دروازه‌بان | فران گونزالس     |
| ۳۱    | اسپانیا | دروازه‌بان | لوکاس کانیایزارس |
| ۳۳    | اسپانیا | هافبک     | گونزالو گارسیا   |
| ۳۴    | اسپانیا | مدافع     | آلوارو کاریلو    |

| شماره |         | پست   | بازیکن                                  |
| ----- | ------- | ----- | --------------------------------------- |
| ۳۷    | برزیل   | مدافع | وینیسیوس توبیاس (قرضی از شاختار دونتسک) |
| ۳۹    | اروگوئه | مهاجم | آلوارو رودریگز                          |
| ۴۱    | اسپانیا | مدافع | مارول                                   |
|       | اسپانیا | مدافع | رافائل اوبرادور                         |
|       | اسپانیا | هافبک | ماریو مارتین                            |
|       | اسپانیا | مهاجم | ایکر براوو (قرضی از بایر لورکوزن)       |

### بازیکنان قرضی در تیم‌های دیگر
| شماره |         | پست   | بازیکن                                 |
| ----- | ------- | ----- | -------------------------------------- |
|       | برزیل   | هافبک | رینییر (در گرانادا تا ژوئن ۲۰۲۵)       |
|       | اروگوئه | مهاجم | آلوارو رودریگز (در ختافه تا ژوئن ۲۰۲۵) |

## بازیکنان رکورددار

### تعداد بازی
تنها مسابقات حرفه‌ای
|    | نام                 | سال ها    | لا لیگا | کوپا دل ری | اروپا[A] | دیگر[B] | مجموع |
| -- | ------------------- | --------- | ------- | ---------- | -------- | ------- | ----- |
| ۱  | رائول               | ۱۹۹۴–۲۰۱۰ | ۵۵۰     | ۳۷         | ۱۳۲      | ۲۲      | ۷۴۱   |
| ۲  | ایکر کاسیاس         | ۱۹۹۹–۲۰۱۵ | ۵۱۰     | ۴۰         | ۱۵۲      | ۲۳      | ۷۲۵   |
| ۳  | مانوئل سانچز        | ۱۹۸۳–۲۰۰۱ | ۵۲۳     | ۶۷         | ۱۰۰      | ۲۰      | ۷۱۰   |
| ۴  | سرخیو راموس         | ۲۰۰۵–۲۰۲۱ | ۴۷۰     | ۴۸         | ۱۲۸      | ۲۵      | ۶۷۲   |
| ۵  | کارلوس سانتیانا     | ۱۹۷۱–۱۹۸۸ | ۴۶۱     | ۸۴         | ۸۷       | ۱۳      | ۶۴۵   |
| ۶  | کریم بنزما          | ۲۰۰۹–۲۰۲۳ | ۴۳۲     | ۳۷         | ۱۳۲      | ۲۲      | ۶۱۹   |
| ۷  | فرناندو ئیه‌رو       | ۱۹۸۹–۲۰۰۳ | ۴۳۹     | ۴۳         | ۱۰۳      | ۱۶      | ۶۰۱   |
| ۷  | فرانسیسکو خنتو      | ۱۹۵۳–۱۹۷۱ | ۴۲۸     | ۷۴         | ۹۵       | ۴       | ۶۰۱   |
| ۹  | خوزه آنتونیو کاماچو | ۱۹۷۳–۱۹۸۹ | ۴۱۴     | ۶۱         | ۹۰       | ۱۲      | ۵۷۷   |
| ۱۰ | خوزه مارتینز        | ۱۹۶۴–۱۹۸۰ | ۴۱۶     | ۶۷         | ۷۵       | ۲       | ۵۶۱   |

### گلزنان برتر
تنها مسابقات حرفه‌ای
| #  | نام               | سال ها    | لا لیگا   | کوپا دل ری | اروپا[A]  | دیگر[B] | مجموع     | ریت  |
| -- | ----------------- | --------- | --------- | ---------- | --------- | ------- | --------- | ---- |
| ۱  | کریستیانو رونالدو | ۲۰۰۹–۲۰۱۸ | ۳۱۱ (۲۹۲) | ۲۲ (۳۰)    | ۱۰۵ (۱۰۱) | ۱۲ (۱۵) | ۴۵۰ (۴۳۸) | ۱٫۰۳ |
| ۲  | کریم بنزما        | ۲۰۰۹–۲۰۲۳ | ۲۲۷ (۴۲۴) | ۲۱ (۴۴)    | ۷۴ (۱۲۷)  | ۱۰ (۲۴) | ۳۳۲ (۶۱۹) | ۰٫۵۴ |
| ۳  | رائول             | ۱۹۹۴–۲۰۱۰ | ۲۲۸ (۵۵۰) | ۱۸ (۳۷)    | ۶۶ (۱۳۲)  | ۱۱ (۲۲) | ۳۲۳ (۷۴۱) | ۰٫۴۴ |
| ۴  | آلفردو دی استفانو | ۱۹۵۳–۱۹۶۴ | ۲۱۶ (۲۸۲) | ۴۰ (۵۰)    | ۴۹ (۵۸)   | ۳ (۶)   | ۳۰۸ (۳۹۶) | ۰٫۷۸ |
| ۵  | کارلوس سانتیانا   | ۱۹۷۱–۱۹۸۸ | ۱۸۶ (۴۶۱) | ۴۹ (۸۴)    | ۴۷ (۸۷)   | ۸ (۱۳)  | ۲۹۰ (۶۴۵) | ۰٫۴۵ |
| ۶  | فرانس پوشکاش      | ۱۹۵۸–۱۹۶۶ | ۱۵۶ (۱۸۰) | ۴۹ (۴۱)    | ۳۵ (۳۹)   | ۲ (۲)   | ۲۴۲ (۲۶۲) | ۰٫۹۲ |
| ۷  | هوگو سانچز        | ۱۹۸۵–۱۹۹۲ | ۱۶۴ (۲۰۷) | ۱۹ (۳۲)    | ۲۳ (۳۹)   | ۲ (۴)   | ۲۰۸ (۲۸۲) | ۰٫۷۴ |
| ۸  | فرانسیسکو خنتو    | ۱۹۵۲–۱۹۷۰ | ۱۲۶ (۴۲۸) | ۲۲ (۷۴)    | ۳۰ (۹۵)   | ۴ (۴)   | ۱۸۲ (۶۰۱) | ۰٫۳۰ |
| ۹  | خوزه مارتینز      | ۱۹۶۴–۱۹۷۹ | ۱۲۳ (۴۱۷) | ۲۵ (۶۷)    | ۲۳ (۷۵)   | ۱ (۲)   | ۱۷۲ (۵۶۱) | ۰٫۳۱ |
| ۱۰ | امیلیو بوتراگوئنو | ۱۹۸۳–۱۹۹۵ | ۱۲۳ (۳۴۱) | ۱۶ (۳۹)    | ۲۷ (۷۵)   | ۵ (۸)   | ۱۷۱ (۴۶۳) | ۰٫۳۷ |

### بیشترین پاس گل
| #  | نام               | تعداد | سال‌ها     |
| -- | ----------------- | ----- | --------- |
| ۱  | میشل              | ۱۹۷   | ۱۹۸۲–۱۹۹۶ |
| ۲  | فرانسیسکو خنتو    | ۱۶۶   | ۱۹۵۳–۱۹۷۱ |
| ۳  | کریم بنزما        | ۱۴۹   | ۲۰۰۹–۲۰۲۳ |
| ۴  | آلفردو دی استفانو | ۱۳۹   | ۱۹۵۳–۱۹۶۴ |
| ۵  | فرانس پوشکاش      | ۱۳۲   | ۱۹۵۸–۱۹۶۶ |
| ۶  | خوان گومز         | ۱۲۲   | ۱۹۷۷–۱۹۸۷ |
| ۷  | کریستیانو رونالدو | ۱۲۰   | ۲۰۰۹–۲۰۱۸ |
| ۸  | آمانسیو آمارو     | ۱۱۷   | ۱۹۶۲–۱۹۷۶ |
| ۹  | رائول             | ۱۱۱   | ۱۹۹۴–۲۰۱۰ |
| ۱۰ | امیلیو بوتراگوئنو | ۱۰۸   | ۱۹۸۴–۱۹۹۵ |
| ۱۱ | روبرتو کارلوس     | ۱۰۲   | ۱۹۹۶–۲۰۰۷ |

### برندگان جوایز
بازیکنان زیر جوایز را در حالی بردند که عضو رئال مادرید بوده‌اند.
توپ طلای اروپا (۱۹۵۶–۲۰۰۹، ۲۰۱۶–)
- آلفردو دی استفانو – ۱۹۵۷، ۱۹۵۹
- ریموند کوپا – ۱۹۵۸
- لوئیس فیگو – ۲۰۰۰
- رونالدو – ۲۰۰۲
- فابیو کاناوارو – ۲۰۰۶
- کریستیانو رونالدو – ۲۰۱۳، ۲۰۱۴، ۲۰۱۶, ۲۰۱۷
- لوکا مودریچ – ۲۰۱۸
- کریم بنزما – ۲۰۲۲

بازیکن سال فوتبال جهان (۱۹۹۱–۲۰۰۹)
- لوئیس فیگو – ۲۰۰۱
- رونالدو – ۲۰۰۲
- زین‌الدین زیدان – ۲۰۰۳
- فابیو کاناوارو – ۲۰۰۶

توپ طلای فیفا (۲۰۱۰–۲۰۱۵)
- کریستیانو رونالدو – ۲۰۱۳, ۲۰۱۴

بهترین بازیکن مرد فیفا (۲۰۱۶–)
- کریستیانو رونالدو – ۲۰۱۶, ۲۰۱۷
- لوکا مودریچ – ۲۰۱۸
- وینیسیوس جونیور _ ۲۰۲۴

کفش طلای اروپا
- هوگو سانچز – ۱۹۹۰ (۳۸ گل)
- کریستیانو رونالدو – ۲۰۱۱ (۴۰ گل)، ۲۰۱۴ (۳۱ گل), ۲۰۱۵ (۴۸ گل)

بازیکن سال یوفا (۱۹۹۸–۲۰۱۰)
- فرناندو ردوندو – ۲۰۰۰
- زین‌الدین زیدان – ۲۰۰۲

جایزه بهترین بازیکن سال اروپا (۲۰۱۱–)
- کریستیانو رونالدو – ۲۰۱۴، ۲۰۱۶، ۲۰۱۷
- لوکا مودریچ – ۲۰۱۸
- کریم بنزما – ۲۰۲۲

## پرسنل

### اعضای کادر فنی

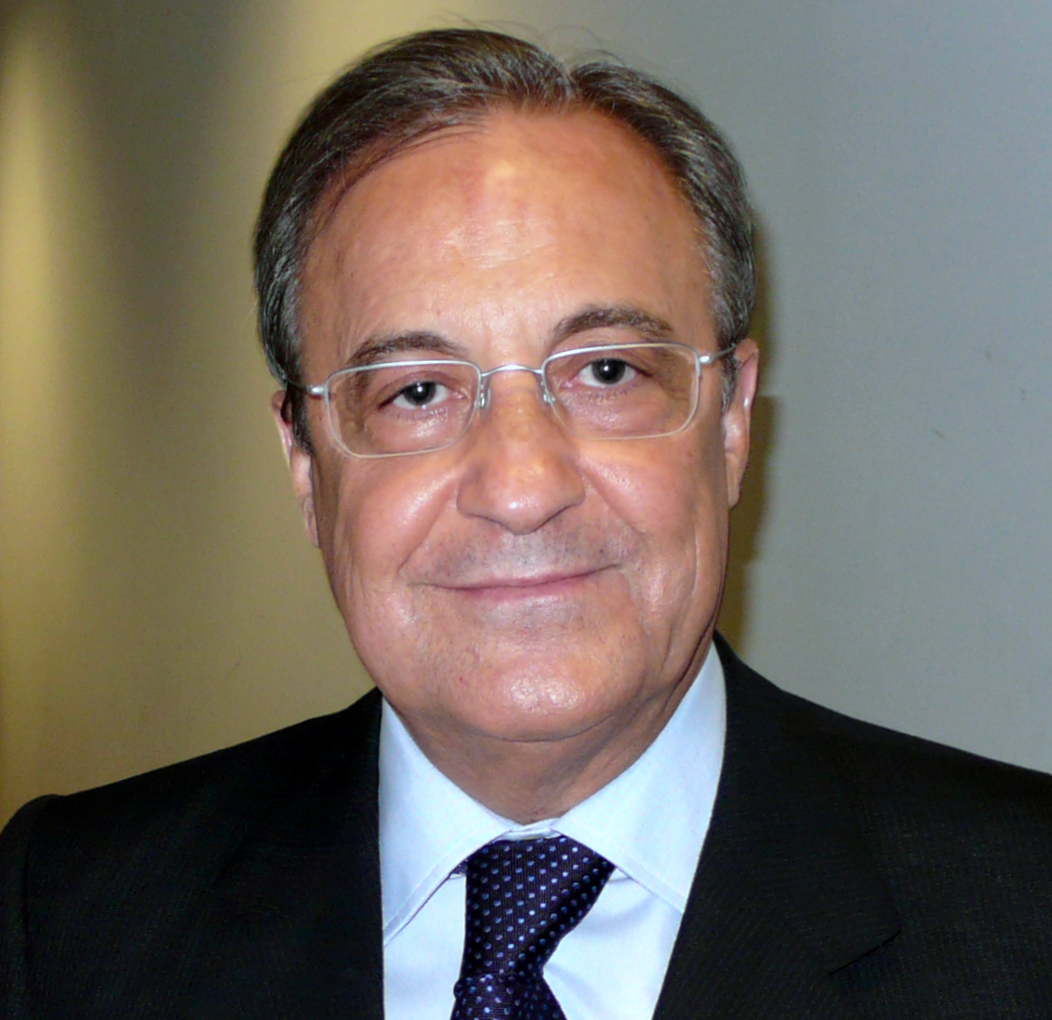
فلورنتینو پرز

| موقعیت         | نام                |
| -------------- | ------------------ |
| سرمربی         | ژابی آلونسو        |
| کمک مربی       | دیوید آنچلوتی      |
| مربی دروازه‌بان | لوئیس لوپیس        |
| مربی بدنساز    | آنتونیو پینتوس     |
| درمانگر ورزشی  | خوزه کارلوس پارالز |

- آخرین آپدیت: ۲۵ مه ۲۰۲۵
- منبع:[۱۷۶]

### مدیران
| موقعیت             | نام                    |
| ------------------ | ---------------------- |
| رئیس باشگاه        | فلورنتینو پرز          |
| معاون اول رئیس     | فرناندو فرناندز تاپیاس |
| معاون دوم رئیس     | ادواردو فرناندز د بلاس |
| رئیس افتخاری       | فرانسیسکو خنتو         |
| دبیر هیئت مدیره    | انریکه سانچز گونزالس   |
| مدیر کل            | خوزه انخل سانچز        |
| مدیر دفتر رئیس     | مانوئل ردوندو          |
| مدیر منطقه اجتماعی | خوزه لوئیس سانچز       |

- آخرین آپدیت: ۷ ژوئیه ۲۰۱۴
- منبع: Board of Directors, Organisation